# Feuerwehr Hamburg
Die Feuerwehr Hamburg ist ein Amt der Behörde für Inneres und Sport der Freien und Hansestadt Hamburg.

## Organisation
Die Feuerwehr Hamburg besteht aus der Berufsfeuerwehr (BF) und 86 Freiwilligen Feuerwehren (FF).
Zu den Aufgaben gehören der vorbeugende und abwehrende Brandschutz, die Technische Hilfeleistung, die Notfallrettung inklusive Beförderung von Notfallpatienten (Rettungsdienst), die Kampfmittelräumung sowie die Mitwirkung im Katastrophenschutz. Der Krankentransport von Nicht-Notfallpatienten wurde 1990 aufgegeben.

### Amtsleiter
| Amtszeit          | Name                      | Amtsbezeichnung         |
| ----------------- | ------------------------- | ----------------------- |
| seit 02.2023      | Jörg Sauermann            | Leitender Branddirektor |
| 11.2018 – 02.2023 | Christian Schwarz         | Oberbranddirektor       |
| 07.2006 – 10.2018 | Klaus Maurer              | Oberbranddirektor       |
| 08.1991 – 09.2006 | Dieter Farrenkopf         | Oberbranddirektor       |
| 11.1968 – 07.1991 | Manfred Gebhardt          | Oberbranddirektor       |
| 10.1963 – 10.1968 | Hans Brunswig             | Oberbranddirektor       |
| 04.1963 – 09.1963 | Horst Hertell             | Branddirektor           |
| 09.1949 – 03.1963 | Wilhelm Schwarzenberger   | Oberbranddirektor       |
| 08.1945 – 03.1949 | Johannes Westphal         | Branddirektor           |
| 02.1937 – 07.1945 | Otto Zaps                 | Oberbranddirektor       |
| 04.1934 – 1935    | Georg Braatz              | Oberbaurat              |
| 07.1926 – 03.1934 | Otto Sander               | Branddirektor           |
| 01.1916 – 06.1926 | Theodor Krüger            | Branddirektor           |
| 04.1893 – 01.1916 | Adolph Libert Westphalen  | Branddirektor           |
| 04.1872 – 10.1892 | Friedrich Wilhelm Kipping | Branddirektor           |

Landesbereichsführer der FF Hamburg ist seit Juli 2019 Harald Burghart, welcher seinen Vorgänger André Wronski ablöste. Dieser löste im Jahr 2010 den LBF Herman Jonas ab. Hermann Jonas war 16 Jahre lang Chef der Freiwilligen Feuerwehrleute in Hamburg. Für seine Verdienste wurde er am 7. Dezember 2010 durch den Ersten Bürgermeister der Freien und Hansestadt Hamburg, Christoph Ahlhaus, mit dem Bundesverdienstkreuz am Bande geehrt.
Im Jahr 2023 wurde die Feuerwehr Hamburg 401.550 mal zu 308.328 Einsätzen alarmiert. Die Alarmierungen schlüsseln sich wie folgt auf:
| Bereich                  | Alarmierungen | Einsätze |
| ------------------------ | ------------- | -------- |
| Brandbekämpfung          | 39.113        | 12.380   |
| Technische Hilfeleistung | 25.036        | 16.477   |
| Rettungsdienst           | 337.401       | 279.471  |

## Geschichte

### Die Anfänge
Die Organisation der Brandbekämpfung lag im Mittelalter bei Hamburgs Kirchspielen, die jeden ihrer Bürger zur Mitarbeit verpflichteten. Vom Jahr 1625 an wachten ständig je zwei Thürmers und Tüters auf den fünf Kirchtürmen der Kirchspiele. Nachts mussten die Brandwächter jede Viertelstunde in allen vier Himmelsrichtungen ins Horn blasen, damit jeder Bürger sich davon überzeugen konnte, dass sie auch Wacht hielten.

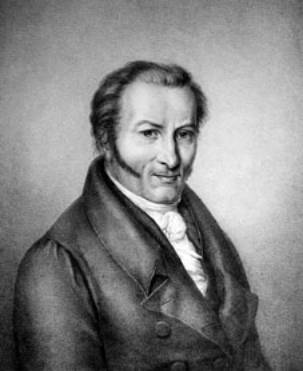
Johann Georg Repsold

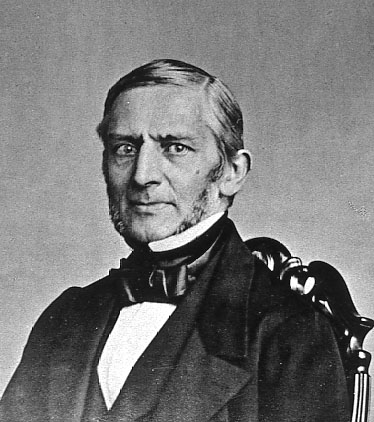
Adolf Repsold
um 1870

Als erste Stadt Deutschlands bildete Hamburg im Jahr 1750 weitere ständige Feuerwachen. Jede Nacht übernahmen zwei Aufseher und 25 Sprützenleute den Wachdienst. Pro Nacht erhielten die Aufseher 24 Schillinge Sold, die Sprützenmänner acht bis zehn Schillinge. Entdeckten die mit Feuerhut, weißem Leinenkittel und ledernem Löscheimer ausgestatteten Männer einen Brand, so wurde ihnen bei Löscherfolg zwei, andernfalls einen Reichstaler Prämie ausgezahlt. Wer allerdings bei Feueralarm als letzter an der Brandstelle erschien, dem wurde eine Strafe von 20 Kronen auferlegt. Ein Wasserträger, der überhaupt nicht am Brandherd gesichtet wurde, musste zwei Gulden Strafe bezahlen. Auch an Gaffer wurde in den Vorschriften gedacht: Sie sollten bei Androhung der Entbehrung ihrer obersten Kleider und Bezahlung mit Schlägen von der Brandstelle abgehalten werden. Zu diesem Zeitpunkt verfügte die Hansestadt über 25 Feuerspritzen, 25 Zubringerpumpen und sechs Schiffsspritzen.
Im Jahr 1809 wurde Johann Georg Repsold zum Oberspritzenmeister des gesamten Löschwesens in Hamburg gewählt. Repsold starb bei einem Brandeinsatz am 14. Januar 1830 durch einen herabstürzenden Giebel. Sein Sohn Adolf Repsold übernahm das Amt des Spritzenmeisters. Den Einsatz der Feuerwehr während des Hamburger Brandes 1842 leitete Repsold. 1856 wurde Adolf Repsold Oberspritzenmeister. Im Jahr 1858 richtete er in seinem Haus das Central Bureau des Löschwesens ein. Nach seinem Tod im Jahr 1871 trat Branddirektor Friedrich Wilhelm Kipping aus Danzig an seine Stelle. 1872 wurde er mit der Einrichtung einer Berufsfeuerwehr für die Stadt Hamburg beauftragt, bis dahin gab es in den Spritzenhäusern lediglich eine Nachtwache. Kipping begann mit einigen aus seiner Heimatstadt Danzig mitgebrachten Oberfeuerwehrmännern die Einrichtung und Ausbildung einer Berufsfeuerwehr. Für diese waren insgesamt 3 Feuerwachen mit 6 Oberfeuerwehrmännern, 6 Maschinisten und 36 Feuerwehrmännern vorgesehen.

### 1872: Gründung der Berufsfeuerwehr
Am 12. November 1872 um 12 Uhr mittags nahm die Berufsfeuerwehr die Feuerwache I („Hauptstation“) in der Spitalerstraße/Ecke Schweinemarkt, die Feuerwache II in provisorischen Anbauten an der Katharinenkirche und die Feuerwache III („Nebenstation“) an der Davidstraße in Dienst. Die Dienstschichten dauerten jeweils 48 Stunden, gefolgt von 24 Stunden Freizeit, in denen jedoch teilweise noch Theatersicherheitswachen geleistet werden mussten. In den Feuerwachen standen je ein pferdebespannter Mannschaftswagen, eine Handdruckspritze mit Schlauchkarre, ein Wasserwagen und eine Dampfspritze zur Verfügung.
Die Feuerwehr unterstand der Deputation für das Feuerlöschwesen.
Im Jahr 1875 zog die Feuerwache III aus dem provisorischen Standort an die Glacischaussee; 1876 wurde die provisorische Feuerwache II an den Sandthorquai verlegt. Bereits 1878 konnten mit der Feuerwache IV („Rotherbaum“) in der Louisenstraße und der Feuerwache V („Hohenfelde“) in der Burgstraße zwei weitere Feuerwachen in Dienst gestellt werden.
Die Feuerwache II musste bereits 1885 der geplanten Speicherstadt weichen und zog als sogenannte Interimswache an die Admiralitätstraße. Es sollte jedoch noch 24 Jahre dauern, bis dieses Provisorium aufgelöst werden konnte.
Um der Brandgefahr des wachsenden Hafens südlich der Norderelbe zu begegnen, wurde 1888 die Feuerwache VII am Worthdamm fertiggestellt. Bereits 1891 folgte die Feuerwache VIII („Steinwärder“), zunächst mit einem provisorischen Bau an der Norderelbstraße; die Wache wurde 1892 in den Kupferdamm verlegt. Am 22. Oktober 1892 verstarb Branddirektor Kipping bei Löscharbeiten unweit der Feuerwache VII, einen Tag später wurde die Feuerwache VI in der Billhorner Brückenstraße eingeweiht. Im April 1893 übernahm Branddirektor Westphalen die Leitung der Feuerwehr Hamburg.
Im Jahr 1898 wurde die Anzahl der Feuerwachen auf zehn erhöht; in der Quickbornstraße in Eimsbüttel wurde die Feuerwache IX, in der Bachstraße in Barmbek die Feuerwache X eröffnet. Diese Wachen wurden nach neuesten Erkenntnissen, die Westphalen auf mehreren Studienreisen erworben hatte, errichtet; hier fanden sich erstmals Rutschstangen an Hamburger Feuerwachen. Des Weiteren wurden die Pferde nun direkt in der Wagenremise untergebracht, was die Anschirrzeiten erheblich verkürzte.
| Nummer | Bezeichnung                  | Standort                                     | Indienststellung |
| ------ | ---------------------------- | -------------------------------------------- | ---------------- |
| I      | Hauptfeuerwache              | Spitaler Straße                              | 1872             |
| II     | Feuerwache Admiralitätstraße | Admiralitätstraße                            | 1885             |
| III    | Feuerwache Millerntor        | Glacischaussee                               | 1875             |
| IV     | Feuerwache Rotherbaum        | Sedanstraße (hieß bis 1899 Louisenstraße)    | 1878             |
| V      | Feuerwache Hohenfelde        | Freiligrathstraße (hieß bis 1888 Burgstraße) | 1878             |
| VI     | Feuerwache Rothenburgsort    | Billhorner Brückenstraße                     | 1892             |
| VII    | Feuerwache Grasbrook         | Worthdamm                                    | 1888             |
| VIII   | Feuerwache Steinwärder       | Kupferdamm                                   | 1892             |
| IX     | Feuerwache Quickbornstraße   | Quickbornstraße                              | 1898             |
| X      | Feuerwache Bachstraße        | Bachstraße                                   | 1898             |

Die Feuerwache VIII „Steinwärder“, die wie die Feuerwache VII eine Wache „kleinen Typs“ war, bekam im Jahr 1905 ein neues Wachgebäude am Ellerholzdamm und war damit nun ebenfalls eine vollwertige Wache. Im Gegenzug wurde die Feuerwache VII auf dem Grasbrook 1907 aufgelöst, weil das Gebäude einem Brückenneubau weichen musste.
Bereits im Jahr 1906 wurde die Feuerwache II, deren provisorischer Standort einem Neubau an gleicher Stelle weichen sollte, temporär in die Wetkenstraße verlegt. Am 12. Februar 1909 wurde die neue Feuerwache II („Neustadt“) in der Admiralitätstraße in Dienst genommen. In ihr war der erste motorisierte Löschzug stationiert. Er bestand aus einer Gasspritze, einer Dampfspritze, einem Mannschaftswagen und einer Drehleiter mit einer Steighöhe von 25 Metern. Alle Fahrzeuge wurden auf Fahrgestelle der Daimler-Motoren-Gesellschaft (DMG) aufgebaut und mit Batterien angetrieben. Pferde spielten in Hamburg aber weiterhin eine wichtige Rolle bei der Feuerwehr, und erst am 17. Dezember 1925 wurden die letzten beiden pferdebespannten Löschzüge der Wachen III (Glacischaussee) und IV (Sedanstraße (bis 1899 Louisenstraße)) durch Fahrzeuge mit Benzinmotor ersetzt.
Im Jahr 1913 konnte mit der Feuerwache „Petroleumhafen“ am Tankweg wieder eine Feuerwache VII eröffnet werden. 1914 folgte dann die Feuerwache XI an der Alsterkrugchaussee, um die nördlichen Stadtteile Hamburgs brandschutztechnisch abzudecken.
Mit Beginn des Ersten Weltkriegs zog Branddirektor Westphalen als Major der Reserve ins Feld und fand 1916 den Tod. Sein Nachfolger wurde Branddirektor Theodor Krüger. Im Laufe der gesellschaftlichen Neuordnung nach Ende des Kaiserreichs konnte ein Beamtenrat eine Verkürzung der Arbeitszeit von bis dato 112 h/Woche auf 84 h/Woche sowie den Wegfall des militärischen Formaldienstes durchsetzen. Der neue Dienstplan sah nun 24 Stunden Dienst, gefolgt von 24 Stunden Freizeit vor. Vor diesem Hintergrund wurde das Personal in zwei sogenannte „Wachabteilungen“ aufgeteilt, die sich von nun an gegenseitig ablösten.
Durch den Ersten Weltkrieg und die daraus resultierende schlechte Versorgungslage, die Abgabe von Personal, Pferden und Material war der weitere Ausbau der Feuerwehr Hamburg drastisch verzögert worden. Der bereits 1914 begonnene Neubau für eine neue Feuerwache 1 (nach dem Ersten Weltkrieg wurden die Wachen nicht mehr mit römischen Zahlen bezeichnet) konnte erst 1922 fertiggestellt werden. Am 19. Juni 1922 zog die Feuerwache 1 aus der Spitaler Straße in den Westphalensweg im Hamburger Stadtteil St. Georg.
Auf Branddirektor Krüger folgte am 1. Juli 1926 Branddirektor Otto Sander. Unter seiner Leitung wurden 1928 die Feuerwache 12 am Zollhafen auf der Veddel und 1931 die Feuerwache 13 am Rugenberger Damm im Stadtteil Waltershof errichtet. Im Jahr 1928 wird die Feuerwehr als Amt in die Polizeibehörde eingegliedert.

### Zeit des Nationalsozialismus

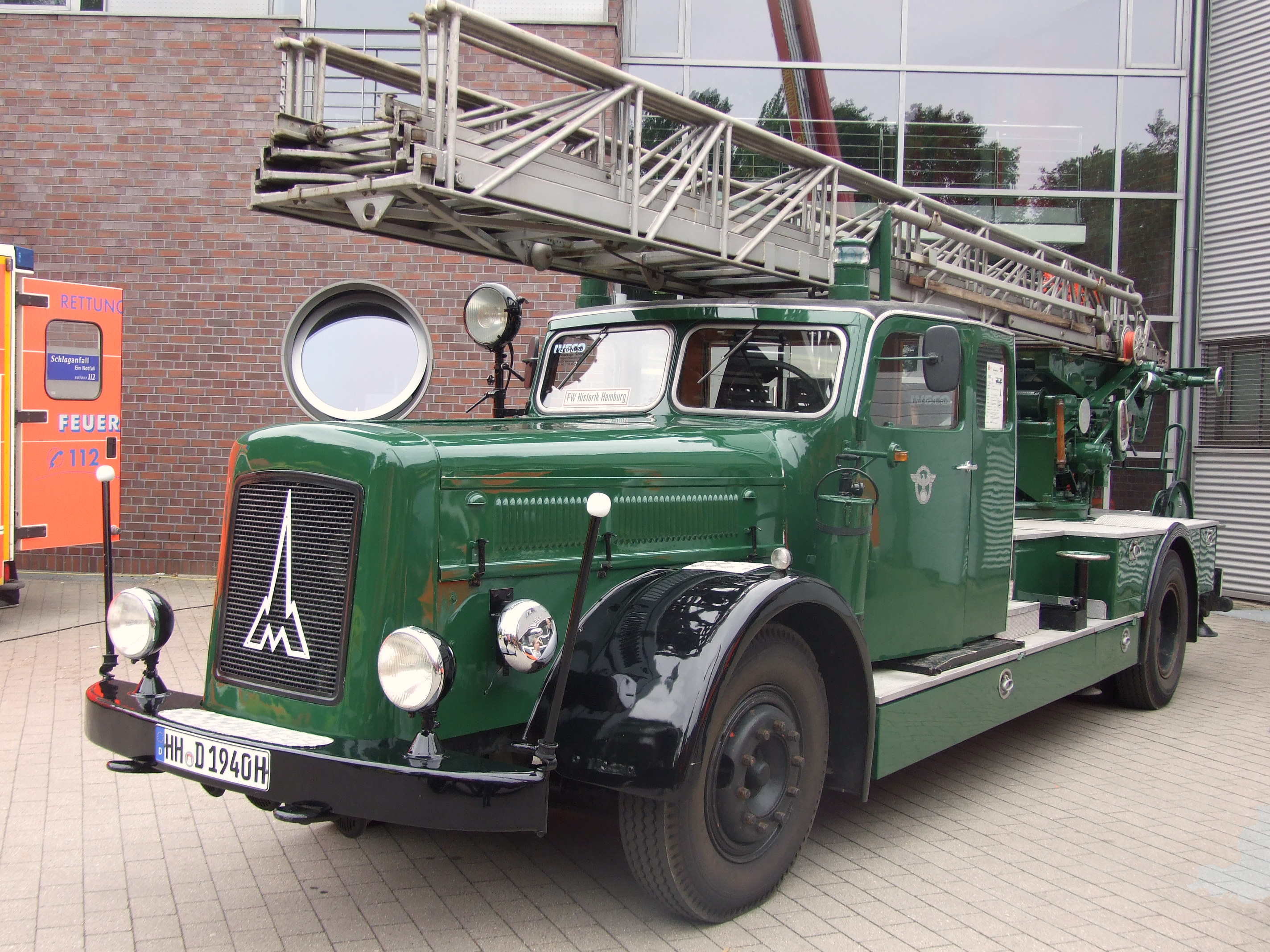
Eine 1941 im Polizei-Tannengrün ausgelieferte Magirus-Kraftfahrleiter

Nach der Machtergreifung Hitlers und der NSDAP Ende Januar 1933 wurde in der Zeit des Nationalsozialismus ein erstes Feuerlöschgesetz (FLG) erlassen, das am 1. Januar 1934 in Kraft trat.
Branddirektor Sander wurde am 31. März 1934 in den vorzeitigen Ruhestand versetzt. Die Leitung der Feuerwehr wurde vorerst kommissarisch wahrgenommen, erst 1937 wurde Oberbranddirektor Otto Zaps neuer Amtsleiter. Große Veränderungen sowohl für die Stadt Hamburg als auch für die Feuerwehr brachte 1937 das Groß-Hamburg-Gesetz, das am 1. April 1938 in Kraft trat. Durch die Eingemeindung der Städte Harburg-Wilhelmsburg, Altona und Wandsbek vergrößerte sich das Stadtgebiet erheblich, gleichzeitig verfügten die Städte Harburg-Wilhelmsburg und Altona über eigene Berufsfeuerwehren, die nun in die Feuerwehr Hamburg eingegliedert wurden.
| Nummer | Bezeichnung                   | Standort                         | Indienststellung | Bemerkung                                           |
| ------ | ----------------------------- | -------------------------------- | ---------------- | --------------------------------------------------- |
| 1      | Hauptfeuerwache               | Westphalensweg 1                 | 1922             |                                                     |
| 2      | Feuerwache Neustadt           | Admiralitätstraße 4              | 1909             |                                                     |
| 3      | Feuerwache Millerntor         | Glacischaussee                   | 1875             |                                                     |
| 4      | Feuerwache Rotherbaum         | Sedanstraße 26                   | 1878             |                                                     |
| 5      | Feuerwache Hohenfelde         | Freiligrathstraße 20–24          | 1878             |                                                     |
| 6      | Feuerwache Rothenburgsort     | Billhorner Brückenstraße 133–134 | 1892             |                                                     |
| 7      | Feuerwache Petroleumhafen     | Tankweg                          | 1913             |                                                     |
| 8      | Feuerwache Steinwärder        | Ellerholzdamm 54                 | 1905             |                                                     |
| 9      | Feuerwache Quickbornstraße    | Quickbornstraße 34–36            | 1898             |                                                     |
| 10     | Feuerwache Bachstraße         | Bachstraße 98                    | 1898             |                                                     |
| 11     | Feuerwache Alsterkrugchaussee | Alsterkrugchaussee 288           | 1914             |                                                     |
| 12     | Feuerwache Veddel             | Am Zollhafen 11–13               | 1928             |                                                     |
| 13     | Feuerwache Waltershof         | Rugenberger Damm 73              | 1931             |                                                     |
| 14     | Feuerwache Harburg            | Hastedtstraße 30                 | 1924             | von Berufsfeuerwehr Harburg-Wilhelmsburg übernommen |
| 15     | Feuerwache Wilhelmsburg       | Rotenhäuser Straße 73            | 1930             | von Berufsfeuerwehr Harburg-Wilhelmsburg übernommen |
| 16     | Feuerwache Altona             | Mörkenstraße 87–89               | 1892             | von Berufsfeuerwehr Altona übernommen               |
| 17     | Feuerwache Ottensen           | Roonstraße 42–44                 | 1907             | von Berufsfeuerwehr Altona übernommen               |

Mit dem dann im November 1938 erlassenen „Gesetz über das Feuerlöschwesen“ erfolgte die amtliche Umbenennung in Feuerschutzpolizei und die Eingliederung in die Ordnungspolizei. Ebenfalls mit dem Gesetz wurden die Ausrüstung der Wagen mit Blaulicht, die einheitlichen Storz-Kupplungen für die Schläuche und Hydranten sowie die zentrale Alarmierung über Sirenen geregelt. Die im Oktober 1938 vom Reichs- und Preußischen Minister des Innern Wilhelm Frick erlassene Durchführungsverordnung zu diesem Gesetz entzog den Ländern schließlich die umfassende Zuständigkeit für das Feuerwehrwesen. Zwar mussten die Kommunen weiterhin alle Kosten für Personal, Ausrüstung, Gebäude etc. tragen, die Dienstaufsicht und damit auch das Weisungsrecht gingen jedoch auf das Reich über. Alle Feuerwehren, auch die Werk- und Freiwilligen Feuerwehren, unterstanden nun den örtlichen Dienststellen der Ordnungspolizei des „Reichsführers SS“ und Chefs der Deutschen Polizei Heinrich Himmler. Um dies auch äußerlich zu kennzeichnen, waren die ab 1940 ausgelieferten Einsatzfahrzeuge im Tannengrün (RAL 6009) der Polizei lackiert.
Der Luftkrieg im Zweiten Weltkrieg, besonders die schweren Angriffe während der Operation Gomorrha im Juli/August 1943, forderte viele Opfer auch unter der Feuerwehr Hamburg und den umliegenden Kommunen. Bei Kriegsende waren sechs der 17 Feuerwachen zerstört.
| Nummer | Standort                 | Bemerkung                                         |
| ------ | ------------------------ | ------------------------------------------------- |
| 1      | Westphalensweg           | am 18. Juni 1944 bei Luftangriff zerstört         |
| 2      | Admiralitätstraße        |                                                   |
| 3      | Glacischaussee           | durch Luftangriffe beschädigt                     |
| 4      | Sedanstraße              | durch den British Army Fire Service beschlagnahmt |
| 5      | Freiligrathstraße        | während der Operation Gomorrha zerstört           |
| 6      | Billhorner Brückenstraße | während der Operation Gomorrha zerstört           |
| 7      | Tankweg                  | durch den British Army Fire Service beschlagnahmt |
| 8      | Ellerholzdamm            | durch den British Army Fire Service beschlagnahmt |
| 9      | Quickbornstraße          | während der Operation Gomorrha zerstört           |
| 10     | Bachstraße               | durch den British Army Fire Service beschlagnahmt |
| 11     | Alsterkrugchaussee       | durch den British Army Fire Service beschlagnahmt |
| 12     | Am Zollhafen             |                                                   |
| 13     | Rugenberger Damm         | am 7. September 1944 bei Luftangriff zerstört     |
| 14     | Hastedtstraße            | am 25. Oktober 1944 durch Luftangriff beschädigt  |
| 15     | Rotenhäuser Straße       | am 30. März 1945 durch Luftangriffe beschädigt    |
| 16     | Mörkenstraße             | durch Luftangriffe beschädigt                     |
| 17     | Roonstraße               | am 12. Oktober 1944 bei Luftangriff zerstört      |

Es waren diverse Hilfswachen eingerichtet, um die Mitarbeiter und Einsatzfahrzeuge der zerstören Wachen unterzubringen.

### Nachkriegszeit

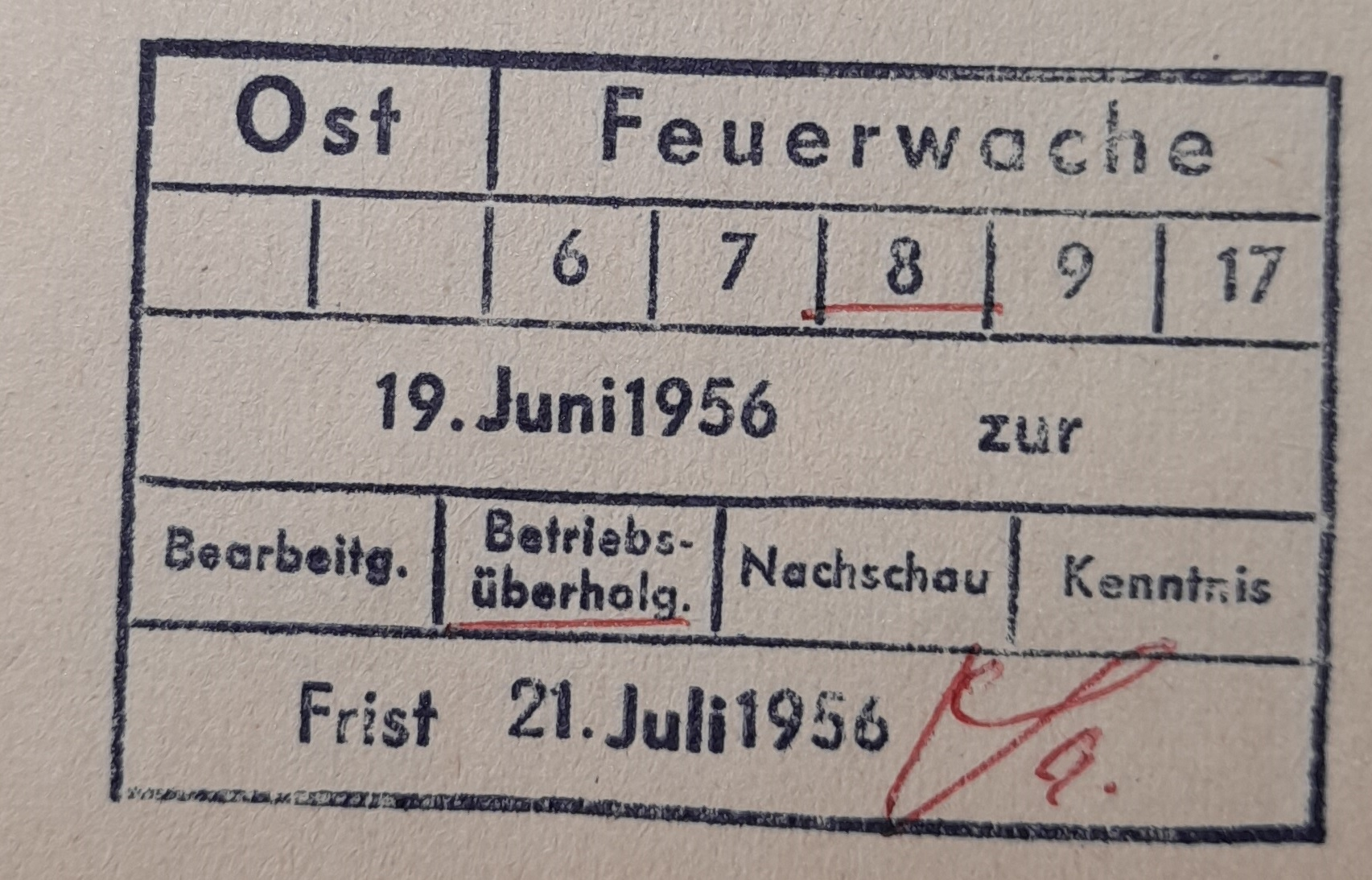
Eingangsstempel des Brandschutzgebiets Ost von 1956

Nach Kriegsende wurde die Feuerwehr Hamburg direkt dem Bürgermeister unterstellt. Oberbranddirektor Zaps ging am 31. Juli 1945 in den Ruhestand, sein Nachfolger wurde Branddirektor Johann Westphal, der bis 1938 Amtsleiter der Berufsfeuerwehr Harburg-Wilhelmsburg war. Die Neuorganisation der Feuerwehr Hamburg wurde durch die Übernahme neuer Aufgaben erschwert: Neben dem Wiederaufbau der zerstörten und beschädigten Wachgebäude übernahm die Feuerwehr Hamburg auf Weisung der Britischen Militärregierung den Unfallhilfsdienst (vergleichbar mit dem heutigen Rettungsdienst) und den Krankentransport. Die Neuanschaffung von Feuerwehrfahrzeugen nebst Ausrüstung war in der Nachkriegszeit schwierig bis unmöglich und es galt, zu improvisieren.
1947 wurde die Feuerwehr als Amt in die Baubehörde eingegliedert. Die durch den British Army Fire Service beschlagnahmten Feuerwachen wurden bis 1948 zurückgegeben, gleichzeitig konnten durch Umbau geeigneter Bestandsgebäude neue Feuerwachen in Dienst gestellt werden. Das Stadtgebiet wurde organisatorisch in die drei Brandschutzgebiete West, Ost und Süd aufgeteilt, die vorhandenen Standorte wurden neu nummeriert, so dass die Feuerwehr Hamburg Ende der 1940er Jahre über 15 Standorte verfügte:
| Brandschutzgebiet | Nummer | Bezeichnung                      | Standort               | Indienststellung | Bemerkung                                                 |
| ----------------- | ------ | -------------------------------- | ---------------------- | ---------------- | --------------------------------------------------------- |
| West              | 1      | Feuerwache Blankenese            | Blankeneser Landstraße | 1945             | ehemaliges Kutscherhaus                                   |
| West              | 2      | Feuerwache Altona                | Mörkenstraße           | 1892             |                                                           |
| West              | 3      | Feuerwache Neustadt              | Admiralitätstraße      | 1909             |                                                           |
| West              | 4      | Feuerwache Rotherbaum            | Sedanstraße            | 1878             |                                                           |
| West              | 5      | Feuerwache Alsterdorf            | Alsterkrugchaussee     | 1914             |                                                           |
| West              | ohne   | Krankentransportwache Millerntor | Glacischaussee         | 1875             | zentrale Dienststelle des Krankentransports               |
| Ost               | 6      | Feuerwache Barmbek               | Bachstraße             | 1898             | bis 1952 ohne Löschzug, Nutzung als Krankentransportwache |
| Ost               | 7      | Feuerwache Wandsbek              | Goethestraße           | 1945             | provisorische Wache im Stormarnhaus                       |
| Ost               | 8      | Feuerwache Berliner Tor          | Angerstraße            | 1944             | provisorische Wache in einer ehemaligen Schule            |
| Ost               | 9      | Feuerwache Bergedorf             | Brauerstraße           | 1945             | Feuerwehrhaus der Freiwilligen Feuerwehr Bergedorf        |
| Süd               | 10     | Feuerwache Veddel                | Am Zollhafen           | 1928             |                                                           |
| Süd               | 11     | Feuerwache Steinwerder           | Ellerholzdamm          | 1905             |                                                           |
| Süd               | 12     | Feuerwache Wilhelmsburg          | Rotenhäuser Straße     | 1930             |                                                           |
| Süd               | 13     | Feuerwache Harburg               | Hastedtstraße          | 1924             |                                                           |
| Süd               | 14     | Feuerwache Petroleumhafen        | Tankweg                | 1913             |                                                           |

Am 9. März 1949 verstarb Branddirektor Westphal, neuer Amtsleiter wurde Wilhelm Schwarzenberger. Unter seiner Leitung wurde am 16. November 1953 die Feuerwache 8 am Westphalensweg wiedereröffnet. 1954 wurde die neue Feuerwache Ottensen mit der Nummer 16 an der Behringstraße (vormals Roonstraße) bezogen. Die Feuerwache 7 konnte am 2. Juli 1956 aus der provisorischen Wache aus- und in der Litzowstraße in einen Neubau einziehen. Im Brandschutzgebiet Ost nahm am 17. November 1956 die Feuerwache 17 („Billbrook“) ihren Dienst auf. Bereits im Oktober 1957 wurde dann die Feuerwache 15 („Finkenwerder“) in der Benittstraße fertiggestellt. Im Gegenzug wurde die Feuerwache 2, deren Kriegsschäden noch nicht vollständig behoben waren, im November 1957 außer Dienst gestellt; an gleicher Stelle entstand ein Neubau, der am 15. Dezember 1959 eingeweiht wurde.
Oberbranddirektor Schwarzenberger trat am 31. März 1963 in den Ruhestand, für ein halbes Jahr übernahm Branddirektor Horst Hertell die Amtsleitung, bevor er am 30. September desselben Jahres ebenfalls pensioniert wurde. Zuvor konnte er im August 1963 die Feuerwache 18 („Sasel“) am Saseler Kamp in Dienst stellen. Nachfolger von Hertell wurde am 1. Oktober 1963 Oberbranddirektor Hans Brunswig.

### 1965: Acht Feuerwehrbezirke
Nach den Erfahrungen der schweren Sturmflut 1962 wurde die Feuerwehr ein Amt der Behörde für Inneres. Weiterhin wurde die Feuerwehr analog zu den sieben Bezirken der Stadt in Feuerwehrbezirken organisiert. Hinzu kam, wegen seiner besonderen Bedeutung für den Brand- und Katastrophenschutz, ein Feuerwehrbezirk Hafen. Mit dieser neuen Organisationsstruktur erhoffte man sich bessere Abläufe in der ämterübergreifenden Gefahrenabwehr. Damit einher ging auch eine Änderung der Wachnummern, die 1965 wirksam wurde.
| Feuerwehrbezirk | Nummer | Bezeichnung               | Standort                                      | Indienststellung |
| --------------- | ------ | ------------------------- | --------------------------------------------- | ---------------- |
| Mitte           | 11     | Feuerwache Berliner Tor   | Westphalensweg                                | 1953             |
| Mitte           | 12     | Feuerwache Neustadt       | Admiralitätstraße                             | 1909             |
| Mitte           | 13     | Feuerwache Billbrook      | Wöhlerstraße                                  | 1956             |
| Altona          | 21     | Feuerwache Altona         | Mörkenstraße                                  | 1959             |
| Altona          | 22     | Feuerwache Ottensen       | Behringstraße                                 | 1954             |
| Altona          | 23     | Feuerwache Blankenese     | Blankeneser Landstraße                        | 1945             |
| Eimsbüttel      | 31     | Feuerwache Rotherbaum     | Sedanstraße                                   | 1878             |
| Nord            | 41     | Feuerwache Alsterdorf     | Alsterkrugchaussee                            | 1914             |
| Nord            | 42     | Feuerwache Barmbek        | Bachstraße                                    | 1898             |
| Wandsbek        | 51     | Feuerwache Wandsbek       | Litzowstraße                                  | 1956             |
| Wandsbek        | 52     | Feuerwache Sasel          | Saseler Kamp                                  | 1963             |
| Bergedorf       | 61     | Feuerwache Bergedorf      | Chrysanderstraße (hieß bis 1949 Brauerstraße) | 1945             |
| Harburg         | 71     | Feuerwache Harburg        | Hastedtstraße                                 | 1924             |
| Harburg         | 72     | Feuerwache Wilhelmsburg   | Rotenhäuser Straße                            | 1930             |
| Hafen           | 81     | Feuerwache Veddel         | Am Zollhafen                                  | 1928             |
| Hafen           | 82     | Feuerwache Steinwerder    | Ellerholzdamm                                 | 1905             |
| Hafen           | 83     | Feuerwache Petroleumhafen | Tankweg                                       | 1913             |
| Hafen           | 84     | Feuerwache Finkenwerder   | Benittstraße                                  | 1957             |

Im November 1966 wurde im Basselweg im Stadtteil Stellingen die Feuerwache 32 in Betrieb genommen. Im Gegenzug wurde die Feuerwache 31 in der Sedanstraße, die sich seit 1878 an diesem Standort befand, abgerissen und durch einen Neubau ersetzt, der am 17. November 1969 in Dienst gestellt wurde.
Die wöchentliche Arbeitszeit war in den 1960er Jahren schrittweise von 84 h auf 72 h, dann auf 64 h und schließlich 1967 auf 56 h gesenkt worden. Die letzte Senkung wurde Einführung der 3. Wachabteilung ermöglicht. Der ab dann gültige Dienstplan wiederholte sich in einem dreiwöchigen Rhythmus; er sah Schichtdauern von acht, 16 und 24 Stunden vor.
Am 31. Oktober 1968 trat Oberbranddirektor Brunswig in den Ruhestand, sein Nachfolger im Amt wurde der Diplom-Ingenieur und Oberbranddirektor Manfred Gebhardt (* 1931 in Berlin-Spandau).
Am 1. September 1969 wurden die bisher organisatorisch getrennten Aufgaben des Unfallhilfsdienstes und des Krankentransports zum Rettungsdienst zusammengefasst. Der Name der Wache Millerntor wurde deswegen in „Rettungswache 33“ geändert. Somit verfügte die Feuerwehr nun über 19 selbstständige Feuer- und eine selbstständige Rettungswache.
1972 wurde der Feuerwehrbezirk Hafen aufgelöst und die betroffenen Wachen entsprechend ihrer örtlichen Lage dem Feuerwehrbezirk Mitte zugeordnet. Hierdurch kam es erneut zu einer Änderung der Wachnummern bei den vier betroffenen Wachen Veddel, Steinwerder, Petroleumhafen und Finkenwerder.
| Feuerwehrbezirk | Nummer | Bezeichnung               | Standort               | Indienststellung |
| --------------- | ------ | ------------------------- | ---------------------- | ---------------- |
| Mitte           | 11     | Feuerwache Berliner Tor   | Westphalensweg         | 1953             |
| Mitte           | 12     | Feuerwache Neustadt       | Admiralitätstraße      | 1909             |
| Mitte           | 13     | Feuerwache Billbrook      | Wöhlerstraße           | 1956             |
| Mitte           | 14     | Feuerwache Veddel         | Am Zollhafen           | 1928             |
| Mitte           | 15     | Feuerwache Steinwerder    | Ellerholzdamm          | 1905             |
| Mitte           | 16     | Feuerwache Petroleumhafen | Tankweg                | 1913             |
| Mitte           | 17     | Feuerwache Finkenwerder   | Benittstraße           | 1957             |
| Altona          | 21     | Feuerwache Altona         | Mörkenstraße           | 1959             |
| Altona          | 22     | Feuerwache Ottensen       | Behringstraße          | 1954             |
| Altona          | 23     | Feuerwache Blankenese     | Blankeneser Landstraße | 1945             |
| Eimsbüttel      | 31     | Feuerwache Rotherbaum     | Sedanstraße            | 1969             |
| Eimsbüttel      | 32     | Feuerwache Stellingen     | Basselweg              | 1966             |
| Eimsbüttel      | 33     | Rettungswache Millerntor  | Glacischaussee         | 1875             |
| Nord            | 41     | Feuerwache Alsterdorf     | Alsterkrugchaussee     | 1914             |
| Nord            | 42     | Feuerwache Barmbek        | Bachstraße             | 1898             |
| Wandsbek        | 51     | Feuerwache Wandsbek       | Litzowstraße           | 1956             |
| Wandsbek        | 52     | Feuerwache Sasel          | Saseler Kamp           | 1963             |
| Bergedorf       | 61     | Feuerwache Bergedorf      | Chrysanderstraße       | 1945             |
| Harburg         | 71     | Feuerwache Harburg        | Hastedtstraße          | 1924             |
| Harburg         | 72     | Feuerwache Wilhelmsburg   | Rotenhäuser Straße     | 1930             |

Im Jahr 1972 wurde die erste Strukturuntersuchung des Einsatzdienstes der Feuerwehr Hamburg veröffentlicht, die die Einführung eines Schutzziels als Bemessungsgrundlage für Anzahl und Lage erforderlicher Feuerwachen empfahl. Aufgrund des Schutzziels wurde das Stadtgebiet in fünf Risikoklassen unterteilt, wobei die Risikoklasse 1 dem größten und die Klasse 5 dem kleinsten Brandrisiko entsprach. Entsprechend des Risikos wurden Fahrzeiten festgelegt, innerhalb derer der erste, zweite und dritte Löschzug das entsprechende Objekt erreicht haben sollte.

### 1976: Drei Branddirektionen
Die Organisationsstruktur mit sieben Feuerwehrbezirken mit Dienstaufsichtspflichten über eine bis hin zu sieben Wachen hatte sich nicht bewährt, so dass es am 1. Januar 1976 zu einer erneuten Reorganisation der Wachen kam. Das Stadtgebiet wurde in drei Branddirektionen unterteilt, das Stadtgebiet nördlich der Elbe und westlich der Alster wurde zur Branddirektion West, das Gebiet östlich der Alster und nördlich der Elbe zur Branddirektion Ost und das Stadtgebiet südlich der Elbe zur Branddirektion Süd.
| Branddirektion | Nummer | Bezeichnung               | Standort               | Indienststellung                       |
| -------------- | ------ | ------------------------- | ---------------------- | -------------------------------------- |
| West           | 11     | Feuerwache Innenstadt     | Admiralitätstraße      | 1909                                   |
| West           | 12     | Feuerwache Altona         | Mörkenstraße           | 1959                                   |
| West           | 13     | Feuerwache Rotherbaum     | Sedanstraße            | 1969                                   |
| West           | 14     | Feuerwache Blankenese     | Blankeneser Landstraße | 1945                                   |
| West           | 15     | Feuerwache Stellingen     | Basselweg              | 1966                                   |
| West           | 16     | Feuerwache Alsterdorf     | Alsterkrugchaussee     | 1914                                   |
| West           | 17     | Rettungswache Millerntor  | Glacischaussee         | 1875                                   |
| West           | 18     | Feuerwache Ottensen       | Behringstraße          | 1954                                   |
| Ost            | 21     | Feuerwache Wandsbek       | Litzowstraße           | 1956                                   |
| Ost            | 22     | Feuerwache Berliner Tor   | Westphalensweg         | 1922/1953                              |
| Ost            | 23     | Feuerwache Barmbek        | Bachstraße             | 1898                                   |
| Ost            | 24     | Feuerwache Sasel          | Saseler Kamp           | 1963                                   |
| Ost            | 25     | Feuerwache Billbrook      | Wöhlerstraße           | 1956                                   |
| Ost            | 26     | Feuerwache Bergedorf      | Chrysanderstraße       | 1945                                   |
| Süd            | 31     | Feuerwache Harburg        | Hastedtstraße          | 1924 (bei der BF Harburg-Wilhelmsburg) |
| Süd            | 32     | Feuerwache Wilhelmsburg   | Rotenhäuser Straße     | 1930 (bei der BF Harburg-Wilhelmsburg) |
| Süd            | 33     | Feuerwache Veddel         | Am Zollhafen           | 1928                                   |
| Süd            | 34     | Feuerwache Steinwerder    | Ellerholzdamm          | 1905                                   |
| Süd            | 35     | Feuerwache Finkenwerder   | Benittstraße           | 1957                                   |
| Süd            | 36     | Feuerwache Petroleumhafen | Tankweg                | 1913                                   |

Im März 1976 wurde die Feuerwache Petroleumhafen ersatzlos stillgelegt. 1979 wurde am Harderweg die Feuerwache Osdorf als Ersatzbau für die Feuerwache Blankenese eröffnet.
1981 wurde die Feuerwache 18 an der Behringstraße geschlossen, im gleichen Zug eine Feuerwache 36 „Süderelbe“ an der Waltershofer Straße eröffnet. Sie ist, wie alle weiteren neuen Wachgebäude, baugleich zur Feuerwache Osdorf. Im gleichen Jahr wurde die Feuerwache Billbrook in Feuerwache Billstedt umbenannt.
1984 zog die Feuerwache 31 aus der Hastedtstraße in den Großmoorbogen. 1986 wurde der Standort am Ellerholzdamm aufgegeben und ein Neubau in der Neuhöfer Brückenstraße fertiggestellt; der neue Standort der Feuerwache 34 (Wilhelmsburg). Das Wachgebäude der bisherigen Feuerwache 32 wurde nun durch die neu etablierte „Technik- und Umweltschutzwache 32“ genutzt.
Die Feuerwachen 23 und 26 wurden 1991 aus ihren veralteten Wachgebäuden in Neubauten verlegt; die Feuerwache 23 zog in die Maurienstraße, die Feuerwache 26 in den Sander Damm. Im gleichen Jahr wurde Dieter Farrenkopf neuer Amtsleiter. 1992 wurden alle Feuerwachen in „Feuer- und Rettungswache“ umbenannt, um der mittlerweile im Vordergrund stehenden Aufgabe des Rettungsdienstes gerecht zu werden. Die Feuerwache 21 wurde 1994 deutlich nach Osten in die Stein-Hardenberg-Straße verlegt. 1996 wurden die Standorte der Feuer- und Rettungswache 34 und der Technik- und Umweltschutzwache getauscht. Die drei eigenständigen Branddirektionen West wurden 1999 in Direktionsbereiche umbenannt und in die Einsatzabteilung eingegliedert.
| Direktionsbereich | Nummer | Bezeichnung                           | Standort                | Indienststellung                       |
| ----------------- | ------ | ------------------------------------- | ----------------------- | -------------------------------------- |
| West              | 11     | Feuer- und Rettungswache Innenstadt   | Admiralitätstraße       | 1909                                   |
| West              | 12     | Feuer- und Rettungswache Altona       | Mörkenstraße            | 1959                                   |
| West              | 13     | Feuer- und Rettungswache Rotherbaum   | Sedanstraße             | 1969                                   |
| West              | 14     | Feuer- und Rettungswache Osdorf       | Harderweg               | 1979                                   |
| West              | 15     | Feuer- und Rettungswache Stellingen   | Basselweg               | 1966                                   |
| West              | 16     | Feuer- und Rettungswache Alsterdorf   | Alsterkrugchaussee      | 1914                                   |
| Ost               | 21     | Feuer- und Rettungswache Wandsbek     | Stein-Hardenberg-Straße | 1994                                   |
| Ost               | 22     | Feuer- und Rettungswache Berliner Tor | Westphalensweg          | 1922/1953                              |
| Ost               | 23     | Feuer- und Rettungswache Barmbek      | Maurienstraße           | 1991                                   |
| Ost               | 24     | Feuer- und Rettungswache Sasel        | Saseler Kamp            | 1963                                   |
| Ost               | 25     | Feuer- und Rettungswache Billstedt    | Wöhlerstraße            | 1956                                   |
| Ost               | 26     | Feuer- und Rettungswache Bergedorf    | Sander Damm             | 1991                                   |
| Süd               | 31     | Feuer- und Rettungswache Harburg      | Großmoorbogen           | 1984                                   |
| Süd               | 32     | Technik- und Umweltschutzwache        | Neuhöfer Brückenstraße  | 1986                                   |
| Süd               | 33     | Feuer- und Rettungswache Veddel       | Am Zollhafen            | 1928                                   |
| Süd               | 34     | Feuer- und Rettungswache Wilhelmsburg | Rotenhäuser Straße      | 1930 (bei der BF Harburg-Wilhelmsburg) |
| Süd               | 35     | Feuer- und Rettungswache Finkenwerder | Benittstraße            | 1957                                   |
| Süd               | 36     | Feuer- und Rettungswache Süderelbe    | Waltershofer Straße     | 1981                                   |

2006 wurde Klaus Maurer neuer Amtsleiter.

## Berufsfeuerwehr
Die Berufsfeuerwehr gliedert sich in
- Amtsleitung mit Leitungsstab
- Zentraldirektion mit den Feuer- und Rettungswachen, der Technik- und Umweltschutzwache sowie den Spezialeinsatzgruppen
- F01 Zentrale Verwaltung und Steuerung (Finanzen, Recht und Personal)
- F02 Einsatzabteilung (Strategische Einsatzplanung, Einsatzvorbereitung, Rettungsleitstelle, Führungsstab bei Großschadensereignissen)
- F03 Technik und Logistik (Beschaffung von Fahrzeugen und Geräten, Werkstätten)
- F04 Vorbeugender Brand- und Gefahrenschutz (Beratung und Stellungnahmen bei Bauvorhaben, Brandverhütungsschauen, Kampfmittelerkundung und -räumdienst)
- F05 Feuerwehrakademie (Aus- und Fortbildung für BF und FF)
- F06 Digitalisierung und Informationstechnik

### Feuer- und Rettungswachen (FuRW)
Die Berufsfeuerwehr Hamburg betreibt über das Stadtgebiet verteilt 23 Feuerwachen (darunter 3 Löschbootstationen, 3 Außenstellen Elbtunnel und 17 Feuer- und Rettungswachen), eine Technik- und Umweltschutzwache sowie 34 Rettungswachen.
Die numerische Bezeichnung der Wachen (F11–F16, F21–F26, F31–F36) geht auf die frühere Einteilung in die drei Branddirektionen West, Ost und Süd zurück. Jede Wache führt jedoch auch noch eine lagebeschreibende Ortsbezeichnung bzw. im Falle der F32 eine funktionsbeschreibende Bezeichnung.
Diverse Sonderfahrzeuge (z. B. GW-Rüst 2, Großraumrettungswagen GRTW sowie Wechselladerfahrzeuge mit Abrollbehältern,) sind bei der Berufsfeuerwehr an den sogenannten Pool-Wachen F12, F25, F32 und F36 vorhanden und werden entsprechend der Einsatzlage von dort aus eingesetzt.
Im Zuge des Ausbaus der Bundesautobahn A7 entstand als erstes ein neuer Standort, die Feuer- und Rettungswache Othmarschen. Im November 2016 war die Grundsteinlegung für die kombinierte FuRW, in die auch die Polizei Einzug halten wird. Sie löst die alte Tunnelwache in Othmarschen ab und soll die Eingreifzeiten auf die A7 aufgrund der Lage direkt an der Anschlussstelle Othmarschen deutlich verbessern. An der Anschlussstelle Volkspark ist 2019 die zweite von insgesamt drei Tunnel- bzw. Autobahnwachen entstanden. Sie beherbergt, genau wie die Wache in Othmarschen, ein Sonderlöschfahrzeug-Tunnel und einen Vorausrüstwagen-Tunnel (Iveco Daily mit Abschleppbrille). In den kommenden Jahren soll im Stadtteil Schnelsen die dritte und letzte Wache zur Sicherung der A7 und deren Deckel entstehen. Die FuRW F17 Schnelsen wird, anders als die anderen beiden, allerdings eine vollwertige Feuer- und Rettungswache, welche auch für die Stadtteile Schnelsen und Niendorf zuständig sein wird.
| Wache                              | Standort                                 | Stationierte Fahrzeuge | Wachbezirk |
| ---------------------------------- | ---------------------------------------- | --- | --- |
| F11 Innenstadt                     | Admiralitätstr. 54, 20459 Hamburg        | - ELW 1 - HLF - DLK - GW-1 - GW-TEL - GW-LBZ - RTW A, RTW B, RTW C, RTW K | Innenstadtbereich, Hafencity |
| F12 Altona                         | Mörkenstr. 36, 22767 Hamburg             | - ELW BDI - ELW 1 - HLF - DLK - GW-Rüst-2 - GW-1 - WLF - AB-Atemschutz - AB-Ladebordwand - AB-Pritsche - AB-Sonderlöschmittel - RTW A, RTW B, RTW C, RTW K - IRTW A, IRTW B - GRTW A, GRTW B - SRTW A - GW-MANV | Altona, St. Pauli, Ottensen, Bahrenfeld |
| F13 Rotherbaum                     | Sedanstr. 30, 20146 Hamburg              | - ELW 1 - HLF - DLK - GW-1 - RTW A, RTW B, RTW C, RTW K - NEF A | Rotherbaum, Eppendorf, Harvestehude, Hoheluft, Eimsbüttel, Altona, Pöseldorf |
| F14 Osdorf                         | Harderweg 10, 22549 Hamburg              | - ELW 1 - HLF 1 - DLK - GW-1 (auf Basis eines HLF) - KLB, als Dauerlieger am Fähranleger Teufelsbrück - RTW A, RTW B, RTW C, RTW K - GW-BHP | Rissen, Sülldorf, Blankenese, Nienstedten, Klein-Flottbek, Groß-Flottbek, Osdorf, Lurup, Iserbrook, Othmarschen, Bahrenfeld Zusätzlich für den Rettungsdienst: Schenefeld                                                    |
| F14 Außenstelle Othmarschen        | Walderseestraße 15, 22605                | - SLF-Tunnel - VRW-Tunnel 1, VRW-Tunnel 2 - RTW E, RTW F | Abschnitte auf der BAB A7: Bahrenfeld bis Quickborn und A23 (Nordwest-Dreieck) bis Halstenbek |
| F14 Außenstelle Waltershof         | Altenwerder Damm, 21129 Hamburg          | - SLF-Tunnel - VRW-Tunnel | Abschnitte auf der BAB A7: Othmarschen bis Heimfeld |
| F15 Stellingen                     | Basselweg 71, 22527 Hamburg              | - ELW 1 - HLF 1, HLF 2, (HLF 3 – befindet sich nicht im Einsatzdienst) - DLK - GW-1 - RTW A, RTW B, RTW C, RTW D, RTW K - GW-MANV - SLF-Tunnel, VRW-Tunnel (bis zur Fertigstellung der Wache Schnelsen) | Stellingen, Eidelstedt, Lokstedt, Eimsbüttel, Langenfelde, Niendorf sowie Teile von Lurup, Hoheluft, Altona, Eppendorf |
| F15 Außenstelle Volkspark          | Schnackenburgallee 70, 22525 Hamburg     | - SLF-Tunnel - VRW-Tunnel | Abschnitte auf der BAB A7: |
| F16 Alsterdorf                     | Alsterkrugchaussee 288, 22297 Hamburg    | - ELW 1 - HLF - DLK - GW-1 - RTW A, RTW B, RTW K | Alsterdorf, Groß Borstel, Klein Borstel, Fuhlsbüttel, Langenhorn, Hummelsbüttel. Dazu in Teilen Wellingsbüttel, Poppenbüttel, Winterhude, Eimsbüttel und Ohlsdorf                                                            |
| F17 Schnelsen (Baustart 2022)      | Schleswiger Damm, 22459 Hamburg          | - RTW I, RTW J (Interim-Rettungswache als Außenwache der F15 Stellingen) | Niendorf, Schnelsen |
| F21 Wandsbek                       | Stein-Hardenberg-Straße 2, 22045 Hamburg | - ELW 1 - HLF 1 - DLK - GW-1 - RTW A, RTW B, RTW C, RTW D, RTW I, RTW K - NEF A - GW-MANV | Wandsbek, Tonndorf, Jenfeld, Rahlstedt, Farmsen-Berne, Marienthal |
| F22 Berliner Tor                   | Westphalensweg 1, 20099 Hamburg          | - KdoW ADI - ELW 1 - HLF - DLK - GW-1 - KLB - RTW A, RTW B, RTW C, RTW D, RTW K - GW-MANV | St. Georg, Hohenfelde, Uhlenhorst, Borgfelde, Hammerbrook, Hamm (Nord, Mitte, Süd), Eilbek, Marienthal |
| F23 Barmbek                        | Maurienstr. 7–9, 22305 Hamburg           | - ELW BDI - ELW 1 - HLF 1, HLF 2 - DLK - GW-1 - GW-SEG-H 1 , GW-SEG-H 2 - RTW A, RTW B, RTW C, RTW K | Barmbek, Bramfeld, Winterhude, Ohlsdorf, Alsterdorf, Steilshoop, Dulsberg, Uhlenhorst, Winterhude |
| F24 Sasel                          | Saseler Kamp 2, 22393 Hamburg            | - ELW 1 - HLF 1 - DLK - GW-1 - RTW A, RTW B, RTW K, RTW L - NEF A | Sasel, Volksdorf, Lemsahl-Mellingstedt, Poppenbüttel, Bergstedt, Duvenstedt, Wohldorf-Ohlstedt, Wellingsbüttel und Teilbereiche von: Berne, Bramfeld, Meiendorf, Hummelsbüttel Kreis Stormarn: Gemeinde Ammersbek (bis 2024) |
| F25 Billstedt                      | Wöhlerstr. 28, 22113 Hamburg             | - ELW 1 - HLF 1, HLF 2 - DLK - GW-1 - GW-Rüst-2 - GW-SEG-T 1, GW-SEG-T 2 - GW-TEL - WLF - AB-Atemschutz - AB-Ladebordwand - AB-Pritsche - AB-Sonderlöschmittel - AB-Wasser - AB-Rüst - RTW A, RTW B, RTW C, RTW K | Horn, Billstedt, Rothenburgsort, Billbrook, Moorfleet, Tatenberg, Spadenland, Ochsenwerder |
| F26 Bergedorf                      | Sander Damm 2, 21031 Hamburg             | - ELW 1 - HLF - DLK - GW-1 - GW-TEL - RTW A, RTW B, RTW D, RTW K | Bergedorf, Neu-Allermöhe, Vier- und Marschlande, Lohbrügge, Mümmelmannsberg sowie Teile von Billstedt |
| F31 Harburg                        | Großmoorbogen 8, 21079 Hamburg           | - ELW BDI - ELW 1 - HLF 1, HLF 2 - DLK - GW-1 - GW-TEL - FwA-SSW - RTW A, RTW B, RTW K - GW-BHP | Harburg, Eißendorf, Neuland, Marmstorf, Sinstorf, Rönneburg, Wilstorf, Heimfeld, Langenbek, Gut Moor, Lürade |
| F32 Technik- und Umweltschutzwache | Neuhöfer Brückenstr. 2, 21107 Hamburg    | - ELW UDI 1, ELW UDI 2 - WLF A, WLF B, WLF C, WLF D, WLF E, WLF F, WLF G - Kran - TMF 53 - B-ITW - SMF - ELW ATF - GW ATF - FwA-GA - FwA-AB - Abrollbehälter - AB-ABC - AB-Analytik - AB-Besprechung - AB-Dekon - AB-Gabelstapler - AB-GSG - AB-Hafen - AB-KATS 3× - SEG-S - GA 200 Zubehör - Grindex-Pumpen - AB-KFZ-Versorgung - AB-Kran - AB-Kranpritsche - AB-Ladebordwand - AB-Mulde 2× - AB-Pritsche - AB-Pulver - AB-Rüstmaterial - AB-Sandsäcke - AB-Schaum 2× - AB-Schlauch | Gesamtes Stadtgebgiet und 200 km Radius um Hamburg (ATF) |
| F33 Veddel                         | Am Zollhafen 11–13, 20539 Hamburg        | - ELW 1 - HLF - DLK 1 - GW-1 - RTW A, RTW K - NEF A (BwK) - GW-MANV | Veddel, Georgswerder, Rothenburgsort, Kirchdorf, Hafenbereich vom Großmarkt bis alter Elbtunnel |
| F34 Wilhelmsburg                   | Rothenhäuserstr. 73, 21107 Hamburg       | - ELW 1 - HLF 1 - DLK - GW-1 - GW-TEL - RTW A, RTW B, RTW C, RTW K | Elbinsel Wilhelmsburg und Kirchdorf |
| F35 Finkenwerder                   | Benittstr. 15, 21129 Hamburg             | - ELW 1 - HLF 1 - DLK 1 - GW-1 - GW-TEL - MTF -SEG-S - RTW A, RTW K | Finkenwerder, Waltershof, Altenwerder, Neuenfelde, Cranz |
| F36 Süderelbe                      | Waltershofer Str. 1, 21147 Hamburg       | - ELW 1 - HLF 1, HLF 2 - GW-1 - DLK 1 - GW-1 - GW-Rüst-2 - WLF A, WLF B - AB-Atemschutz - AB-Löschunterstützungsfahrzeug - LUF 60 - AB-Mulde - AB-SEG-S (2×) - AB-Sonderlöschmittel - AB-Wasser - FwA-SWW - RTW A, RTW B, RTW C, RTW K - GW-MANV | Neugraben-Fischbek, Neuwiedenthal, Hausbruch, Eißendorf, Heimfeld, Bostelbek, Moorburg, Francop Außerhalb Hamburgs: Neu-Wulmstorf, Rosengarten, Vahrendorf, Ehestorf                                                         |

#### Löschzüge und Schutzziel
Der ehemalige Standardlöschzug in Hamburg bestand, wie früher bei den meisten Berufsfeuerwehren, aus einem Löschgruppenfahrzeug (LF), einem Tanklöschfahrzeug (TLF) und einer Drehleiter (DL).
Anfang 2014 wurde das AGBF-Schutzziel eingeführt (siehe hierzu auch Hilfsfrist). Jede Feuer- und Rettungswache (17 Stück) ist seitdem mit mindestens 10 Funktionen besetzt. Die 10 Funktionen teilen sich in 2 Mann Kleinlöschfahrzeug (ELW/KLF), 6 Mann Hamburger Löschfahrzeug (kurz: HLF; siehe unten), 2 Mann Hubrettungsfahrzeug (Drehleiter [DL] oder Teleskopmastfahrzeug [TMF]) auf.
Das Schutzziel baut auf das Szenario kritischer Wohnungsbrand auf.
Daraus ergaben sich zwei Hilfsfristen, die bei einem „Standard-Feuer“ (Feuer in Gebäuden) in 85 % einzuhalten sind. Die Zeit der Hilfsfrist läuft ab 1,5 Minuten nach Notrufeingang und der ab diesem Zeitpunkt getätigten Alarmierung der Kräfte.
Hilfsfrist 1: 8 Minuten nach Alarmierung müssen 10 Funktionen am Einsatzort eingetroffen sein; gem. AGBF die sog. Grundschutzeinheit.
Hilfsfrist 2: Nach weiteren 5 Minuten müssen 6 weitere Funktionen am Einsatzort eintreffen; die sog. Ergänzungseinheit. Dies übernimmt nach AGBF-Schutzziel zumeist die Freiwillige Feuerwehr, die in diesem Falle dann, um die längere Ausrückezeit zu kompensieren, zeitgleich alarmiert wird.
Daraus ergibt sich, dass 14,5 Minuten nach Notrufeingang, 16 Funktionen mit einem KLF/ELW, einem HLF, einer DL und einem weiteren HLF oder einer Freiwilligen Feuerwehr vor Ort sein müssen (siehe hierzu auch Löschzug).
In Randgebieten, wo die Berufsfeuerwehr nicht in 8 Minuten vor Ort sein kann, werden zwei Freiwillige Feuerwehren gleichzeitig alarmiert. Alle Freiwillige Feuerwehren müssen jeweils eine Stärke von 6 Mann, davon mindestens ein Trupp unter Atemschutz, stellen.
In dem Fall, dass aufgrund von Krankheit o. Ä. die 10 Funktionen nicht besetzt werden können, wird zusätzlich ein HLF oder eine Freiwillige Feuerwehr alarmiert, um eine Stärke von mindestens 16 Mann zu gewährleisten.
Bei technischen Hilfeleistungen (z. B. Verkehrsunfall mit eingeklemmter Person) müssen die 16 Funktionen nicht erfüllt sein.
Dort werden auch Feuerwehreinheiten mit z. B. nur 8 Funktionen und als Ergänzung ggf. das 2. HLF oder eine Freiwillige Feuerwehr alarmiert.
Sonstige (wichtige) Veränderungen im Schutzziel:

Jede Feuer- und Rettungswache hat einen Gerätewagen (GW) mit 2 sogenannten Springerfunktionen. Die Besatzung des GW besetzt ebenfalls den „Rettungswagen Kaufmann“ (RTWK), um in Spitzenzeiten im Rettungsdienst auszuhelfen.
Die Wachen Stellingen (F-15), Barmbek (F-23), Billstedt (F-25) haben zusätzlich ein 2. HLF (6 Funktionen) im Dienst.
Die Wache Harburg (F-31) hat immer dann ein 2. HLF (6 Funktionen) im Dienst, wenn von der Akademie für Rettungsdienst und Gefahrenabwehr Auszubildende die Wache verstärken.
Eine feuerwehreigene Studie aus dem Jahr 2010 kam zum Ergebnis, dass die Berufsfeuerwehr nur mit 50 % (am Wochenende) bis 89 % (in der Woche) der geforderten Soll-Personalstärke ausrückt.

#### Hamburger Löschfahrzeug (HLF)
Die Standardlöschfahrzeuge der Hamburger Berufsfeuerwehr werden Hamburger Löschfahrzeug genannt. Die Abkürzung HLF ist die gleiche wie die eines Hilfeleistungslöschgruppenfahrzeuges, was oft zu Verwirrungen führt.
Hamburger Löschfahrzeuge gab es allerdings bereits vor der Norm des Hilfeleistungslöschgruppenfahrzeugs – und auch schon vor Einführung dieser Norm waren die Hamburger Löschfahrzeuge mit einem Hilfeleistungssatz (hydraulischen Rettungssatz) ausgestattet.
Hamburger Löschfahrzeuge sind zwar ähnlich wie Hilfeleistungslöschgruppenfahrzeuge ausgerüstet, aber sie sind eben, so wie bei den meisten anderen Feuerwehren in Deutschland auch, nicht völlig identisch zur Norm, sondern mit einigen Abweichungen beschafft worden. Das ist der Grund, weshalb die Hamburger Berufsfeuerwehr noch heute an ihrer ursprünglichen Bezeichnung Hamburger Löschfahrzeug festhält, anstatt es, wie die anderen Feuerwehren, Hilfeleistungslöschgruppenfahrzeug zu nennen. Das alles hat also traditionelle, bzw. nostalgische Gründe.
Hamburger Löschfahrzeuge verfügen z. B. nicht über eine Seilwinde, doch auch in der Norm der Hilfeleistungslöschgruppenfahrzeuge ist die Seilwinde an einem HLF nicht grundsätzlich installiert, sondern nur auf Wunsch des Bestellers. Hamburger Löschfahrzeuge besitzen einige zusätzliche Ausrüstungen, die bei einem Norm-HLF nicht vorgesehen sind, wie etwa einen Wasserwerfer, um das heutzutage im Löschzug fehlende TLF zu ersetzen, oder einen Notfallrucksack mit erweiterter medizinischer Ausrüstung, da die meisten Berufsfeuerwehrleute in Hamburg die Ausbildung zum Notfallsanitäter, mindestens aber zum Rettungssanitäter haben. Außerdem wurde bei den Hamburger HLF das Sprungpolster (SP 16) ausgetauscht zugunsten eines, ebenfalls mittels Pressluftflasche füllbaren, schnell und selbstaufblasbaren Schlauchbootes zur Rettung von Personen aus den in Hamburg allerorts vorkommenden Gewässern.
Das SP 16 eines Löschzuges wird stattdessen standardmäßig auf den Hubrettungsfahrzeugen mitgeführt. Der Gedanke dahinter ist, dass bei jedem Einsatz, bei dem Personen absturzgefährdet sein könnten oder zu springen drohen, ohnehin ein Hubrettungsfahrzeug in der Alarmfolge enthalten ist.
Ein Hamburger Löschfahrzeug ist also nichts anderes als ein Hilfeleistungslöschgruppenfahrzeug mit einigen speziellen Wünschen des Käufers – um es den örtlichen Erfordernissen möglichst effizient anzupassen, so wie dies auch bei anderen Feuerwehren üblich ist.
| Generation               | Einführung | Fahrgestell                 | Aufbauhersteller | Anzahl |
| ------------------------ | ---------- | --------------------------- | ---------------- | ------ |
| 1. Generation            | 1994       | Mercedes-Benz 1224 AF       | FGL              | 7      |
| 2. Generation            | 1995       | Mercedes-Benz 1224 AF       | Ziegler          | 12     |
| 3. Generation            | 1997       | Iveco EuroFire FF135 E24W   | Magirus          | 8      |
| 4. Generation            | 1999       | MAN 14.264 LA-LF            | Magirus          | 12     |
| 5. Generation            | 2003       | MAN 15.285 LA-LF            | Magirus          | 2      |
| 6. Generation            | 2009       | Mercedes-Benz Atego 1629 AF | Ziegler          | 21     |
| 6. Generation, 2. Charge | 2013/2016  | Mercedes-Benz Atego 1629 AF | Magirus          | 19     |
| 6. Generation, 3. Charge | 2021       | Mercedes-Benz Atego 1630 AF | Magirus          | 2      |
| 7. Generation            | ab 2024    | Mercedes-Benz Atego 1630 AF | Schlingmann      | 19     |

Die siebte Generation HLF befindet sich aktuell in der Testphase (zuerst Wache Rotherbaum, jetzt Wache Barmbek) bei der Berufsfeuerwehr. Die Beschaffung wird bis 2027 laufen.
Außerdem besitzt die BF Hamburg seit Februar 2025 ein eHLF des Herstellers Rosenbauer auf Basis des Rosenbauer RT. Das Fahrzeug verfügt über einen vollelektrischen Antrieb (ergänzt um einen Dieselgenerator als Range-Extender). Das Hilfeleistungslöschgruppenfahrzeug soll zunächst etwa zwei Jahre auf verschiedenen Wachen im Stadtgebiet getestet werden. Im Anschluss soll über die Beschaffung weiterer baugleicher Fahrzeuge entschieden werden.

### Ausbildung und Laufbahn
Alle Feuerwehrbeamten des mittleren Dienstes erwerben in ihrer anderthalbjährigen Ausbildung die Befähigung zum Gruppenführer. Außerdem werden sie zum Rettungssanitäter ausgebildet. Gleichzeitig gibt es die Möglichkeit bei der Berufsfeuerwehr Hamburg eine Ausbildung zum Notfallsanitäter zu machen.
Das bisher gültige Laufbahnverlaufsmodell im mittleren Dienst, welches eine Beförderung nach Dienstzeit (9 bzw. 6 Jahre) vorsah, wurde 2011 nach rechtlichen Vorgaben geändert. Nun ist ein Aufstieg nur nach vorheriger Bewerbung und Teilnahme an einem Auswahlverfahren für einen bestimmten Prozentsatz der Beamten eines Dienstgrades möglich. Dieses erfolgt nach Eignung, Leistung und Befähigung.
Die Beamten an der Technik- und Umweltschutzwache erhalten eine spezielle Fortbildung.

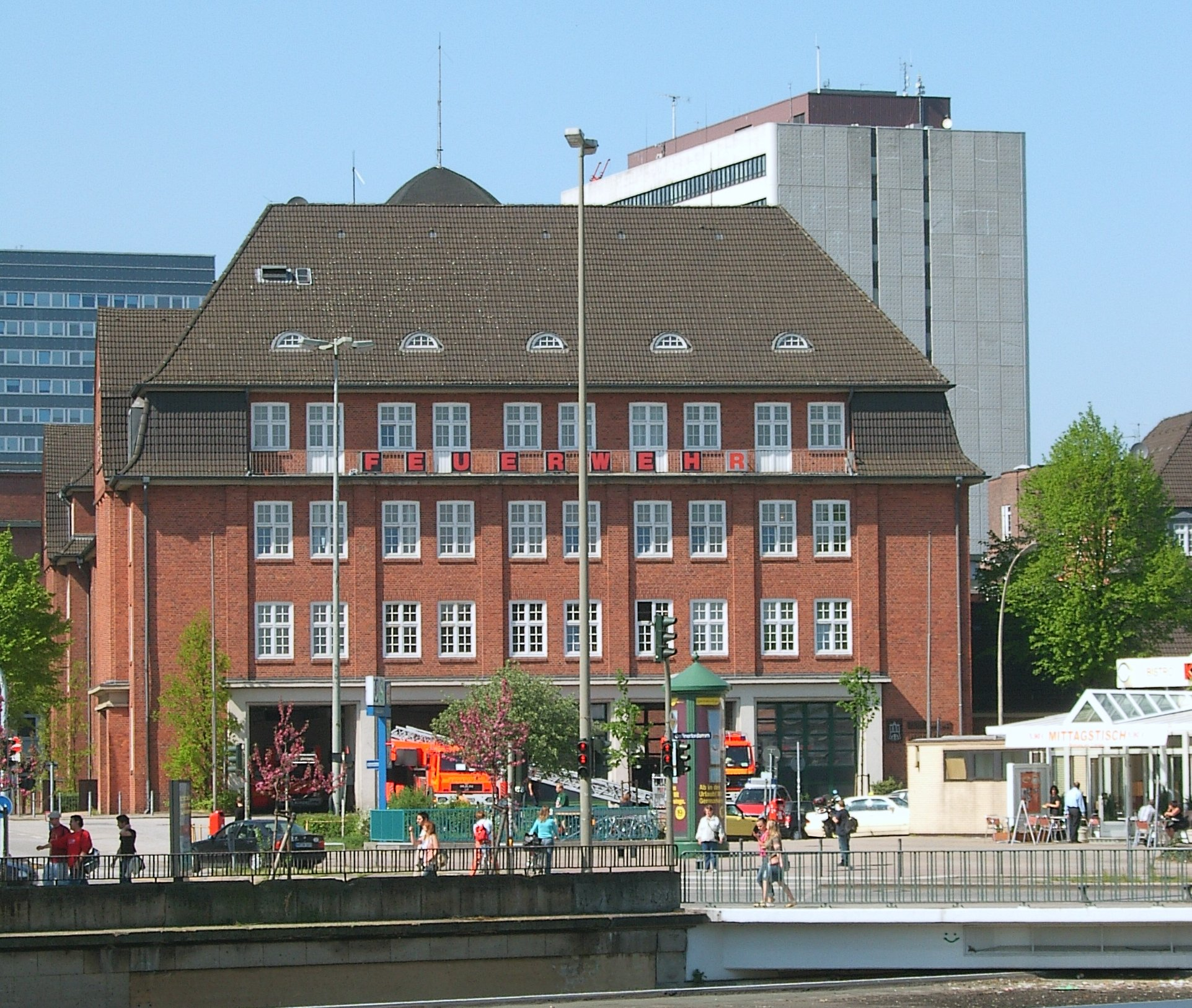
Die Hauptfeuerwache Berliner Tor

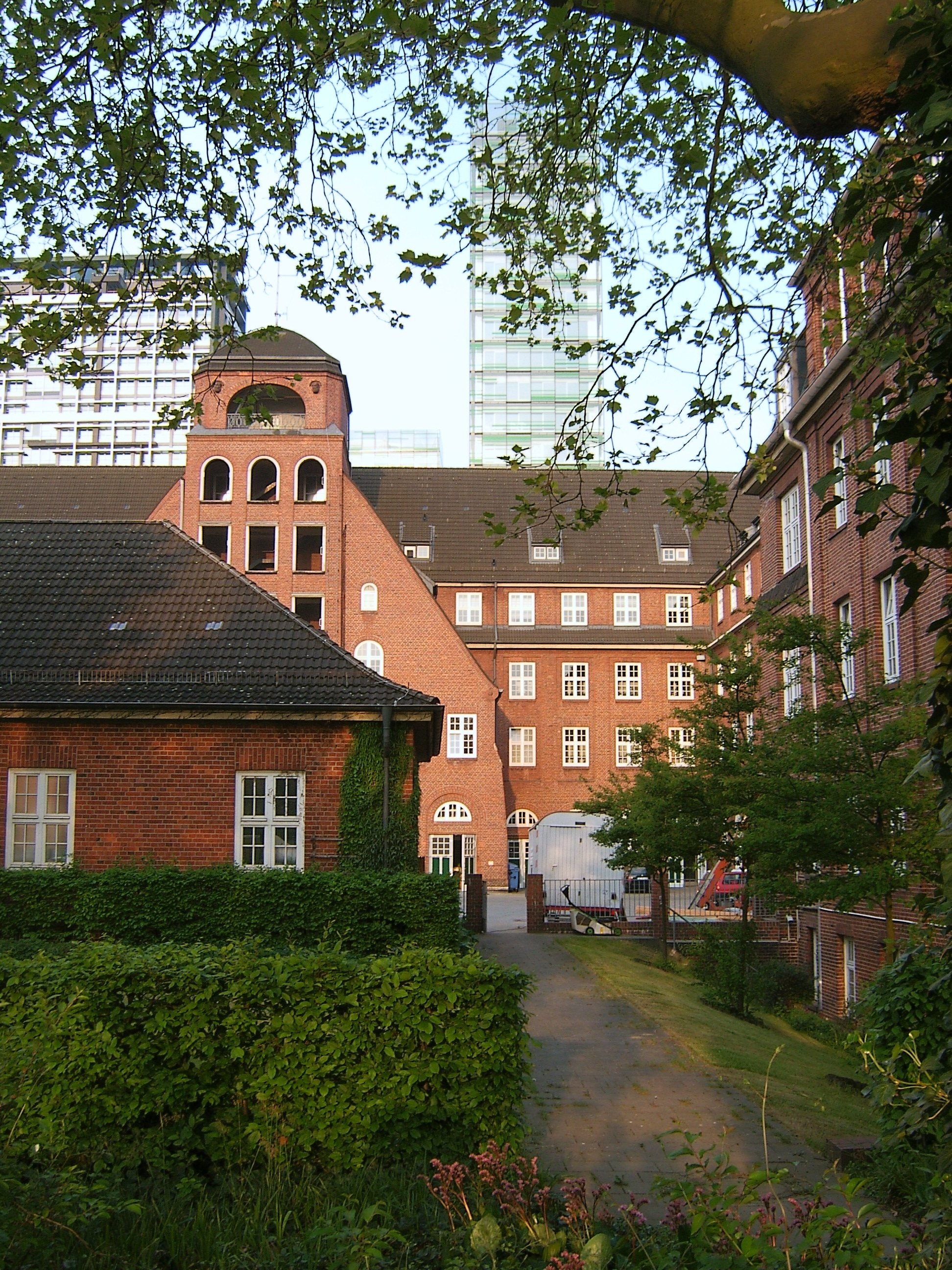
Hofseite mit Übungsturm

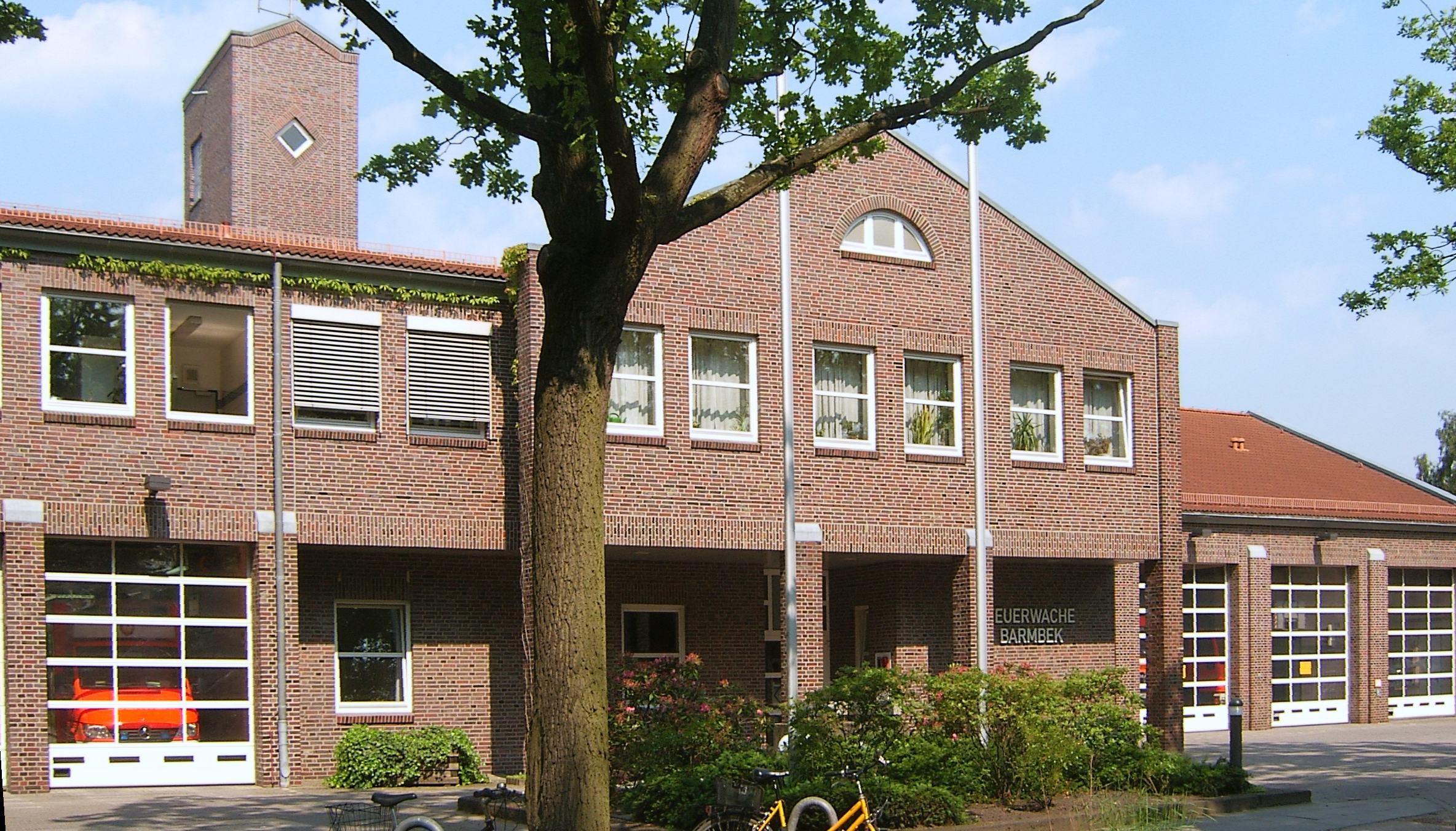
Feuerwache Barmbek

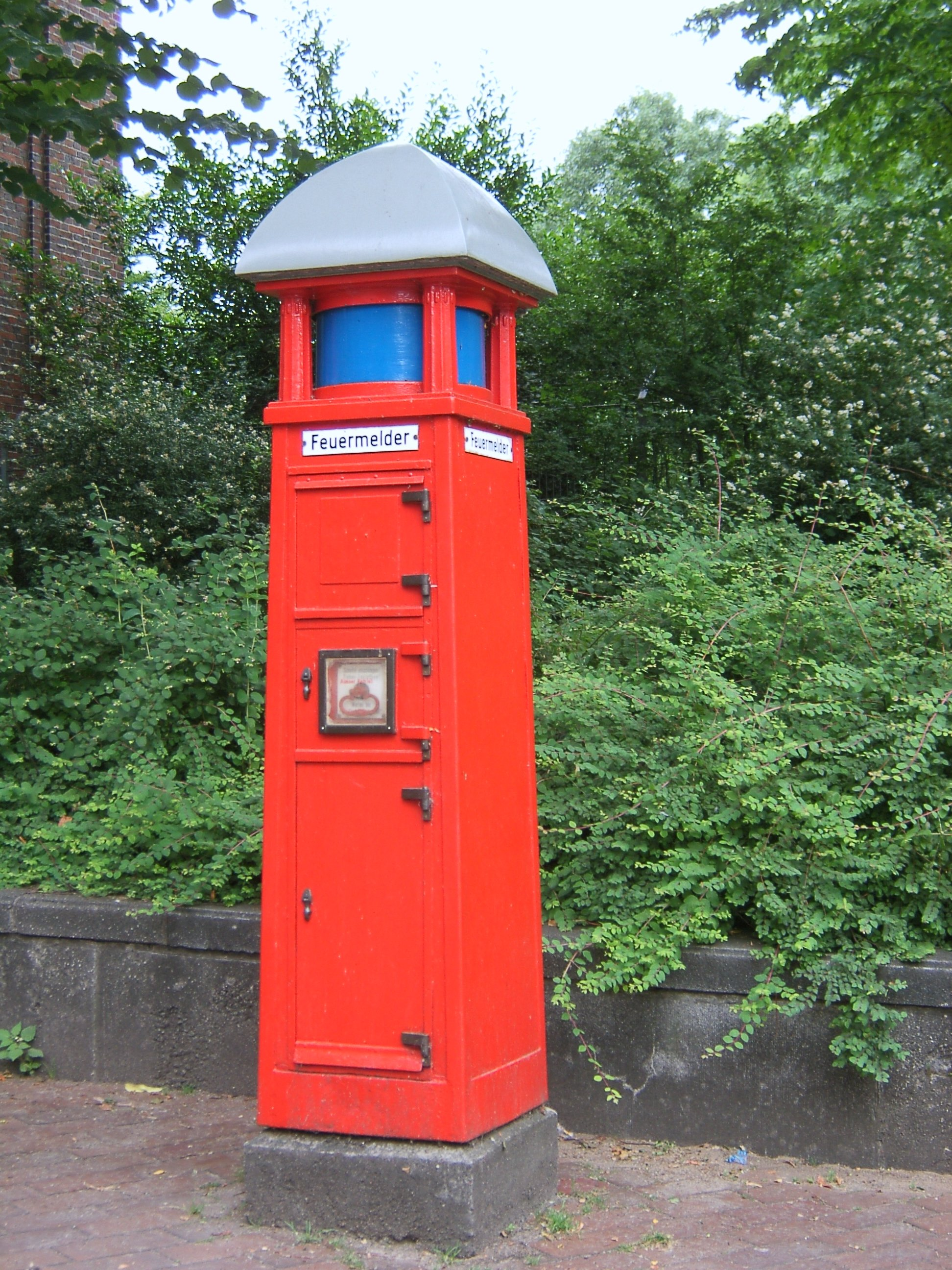
Öffentlicher Feuermelder, bis Anfang der 1960er Jahre

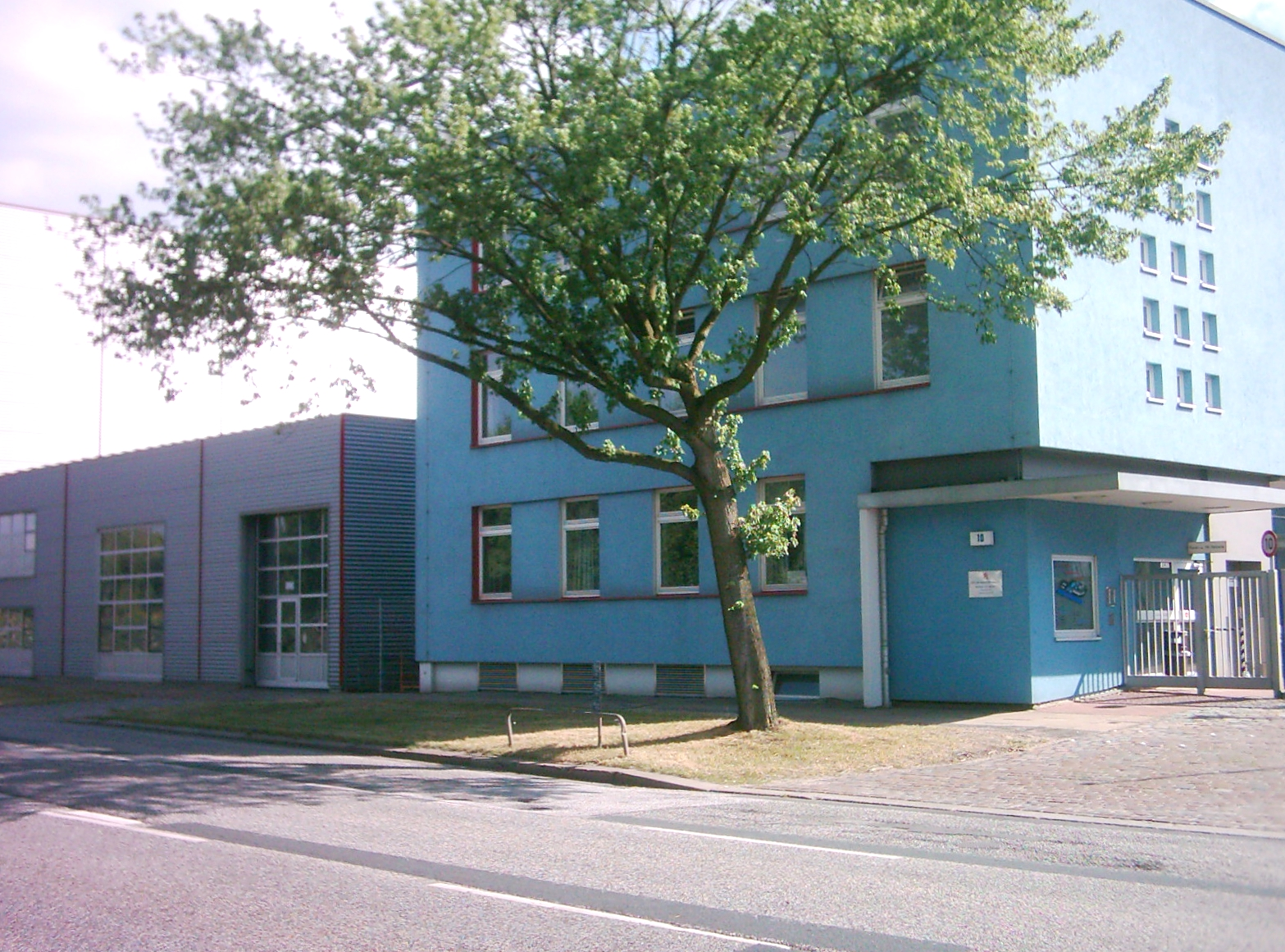
Das Technikzentrum der Feuerwehr Hamburg in der Großmannstraße

### MOBAS
MOBAS ist eine Mobile Atemschutzübungsstrecke die in einem Sattelauflieger eingebaut ist und zur regelmäßigen Aus- und Fortbildung bzw. der Überprüfung der Tauglichkeit im Umgang mit einem Atemschutzgerät mit einer LKW-Zugmaschine zu einem Feuerwehrhaus gefahren wird. Dies dient der Reduzierung von Ausfallzeiten von Berufs- und Freiwilligen Feuerwehrangehörigen, die ansonsten zur Feuerwehrakademie Hamburg fahren müssten.

### Die Technik- und Umweltschutzwache
Eine Sonderstellung besitzt die Technik- und Umweltschutzwache (F32). Diese ist dicht am Hafen in Neuhof angesiedelt. 109 Männer und eine Frau versehen dort ihren Dienst. Dort wird Material für Technische Hilfeleistungen und Einsätze mit gefährlichen Stoffen vorgehalten. Hierzu gehören unter anderem Einsätze mit auslaufenden chemischen Stoffen, Unfälle mit radioaktiven Materialien, Leckagen an Gasleitungen oder die Bergung von umgestürzten Lastwagen mittels des Krans. So ist dort ein Kranwagen mit einer Hubkraft von 40 Tonnen stationiert. Die meiste Ausrüstung ist auf 21 Abrollbehälter verladen, zu deren Transport sechs Wechselladerfahrzeuge bereitstehen. Von den in ganz Hamburg im Einsatz befindlichen 121 Chemikalienschutzanzügen sind 82 auf der Technik- und Umweltschutzwache gelagert; sie werden im Rendezvous-Verfahren zu den jeweiligen Einsatzorten gebracht. Zur technischen Ausstattung gehört auch ein Infrarotspektrometer zur Schadstoffbestimmung. Das Gerät ist neben weiteren Geräten Bestandteil der analytischen Task-Force (ATF), die auch von Feuerwehren außerhalb Hamburgs angefordert werden kann, um im größeren Umfang analytische Messungen vorzunehmen.

### Dienst
Seit März 2013 praktiziert die Feuerwehr Hamburg ein 24-Stunden-Dienstplanmodell in drei Wachabteilungen für die Einsatzabteilung des Brandschutzdienstes. Die regelmäßige durchschnittliche Wochenarbeitszeit beträgt 48 Stunden. Das Schichtplanmodell konnte von allen Kollegen aus mehreren Vorschlägen, die mitunter auch Dienst in zwei Wachabteilungen vorsahen, gewählt werden.

### Rettungsdienst
Der Rettungsdienst in Hamburg wird durch das Hamburgisches Rettungsdienstgesetz (HmbRDG) vom 9. Juni 1992 geregelt. Auch in der geplanten Version ist die Behörde für Inneres und Sport und damit die Feuerwehr Hamburg als Aufgabenträger sowohl für den Rettungsdienst als auch für die Integrierte Leitstelle, welche mit etwa 15 Disponenten besetzt ist, benannt.
2018 gab es 253.168 Einsätze für den Rettungsdienst, wobei es zu 151.667 Notfallbeförderungen kam. Dabei gilt als Planungsgröße eine Fahrzeit von fünf Minuten für den Rettungswagen und zwölf Minuten für den Notarzt.
| Rettungsmittel                | Organisation | Anzahl |
| ----------------------------- | --- | ------ |
| Rettungswagen                 | BF Hamburg an 34 Rettungswachen, 124 Fahrzeuge                                                                    | 67     |
| Rettungswagen                 | Arbeiter-Samariter-Bund Deutsches Rotes Kreuz (mit zwei Unternehmen) Johanniter-Unfall-Hilfe Malteser Hilfsdienst | 39     |
| Rettungswagen Sonderbedarf    | BF Hamburg | 21     |
| Notarzteinsatzfahrzeug        | BF Hamburg | 9      |
| Notarzteinsatzfahrzeug        | Bundeswehr: 33 NEF A, 23 NEF C                                                                                    | 2      |
| Notarzteinsatzfahrzeug        | Deutsches Rotes Kreuz, Johanniter-Unfall-Hilfe                                                                    | 2      |
| Intensivtransportwagen        | Arbeiter-Samariter-Bund, Malteser Hilfsdienst                                                                     | 2      |
| Notarztwagen                  | Bundeswehr: 23 NAW A, 23 NAW B, 23 ITW A                                                                          | 1      |
| Intensivtransporthubschrauber | ADAC Luftrettung: Christoph Hansa                                                                                 | 1      |
| Rettungshubschrauber          | Bundesministerium des Innern: Christoph 29                                                                        | 1      |

Weiterhin werden für besondere Lagen ein Schwerlast-Rettungswagen, ein Baby-Notarztwagen, zwei Infekt-Rettungswagen, zwei Großraumrettungswagen, drei Gerätewagen-Behandlungsplatz und sechs Gerätewagen-MANV (welche jeweils zusammen mit einem Hamburger Löschfahrzeug ausrücken) vorgehalten. Außerdem können 18 Freiwilligen Feuerwehren zur Erstversorgung ausrücken. Für Großveranstaltungen werden auch Fahrzeuge des geplanten Sonderbedarfs durch die Hilfsorganisationen gestellt.
Bis zum 16. November 2023 stellte zudem der private Rettungsdienstträger Falck mehrere Rettungswagen im Auftrag der Berufsfeuerwehr.
In Hamburg sind die Medical Task Force 5 und 56 stationiert. Bei größeren Evakuierungen kann der Patiententransportzug alarmiert werden, welcher ehrenamtlich durch die Hilfsorganisationen besetzt wird.

## Freiwillige Feuerwehren

### Aufgaben
Der Landesverband der Freiwilligen Feuerwehren Hamburgs besteht aus 86 Freiwilligen Feuerwehren in 12 Bereichen. Die Dienstaufsicht wird durch die Berufsfeuerwehr ausgeübt. Zu den Aufgaben der Freiwilligen Feuerwehren gehören neben den normalen Einsätzen auch die Unterstützung der Berufsfeuerwehr, des Rettungsdienstes (im Rahmen der Erstversorgung von Notfallpatienten) und der Wasserrettung. Außerdem wirken die ehrenamtlichen Kräfte im Katastrophenschutz, insbesondere bei der Deichverteidigung, mit.

### Zusammenarbeit mit der Berufsfeuerwehr
Die Freiwilligen Feuerwehren Hamburgs unterstehen an der Einsatzstelle neben ihrem Löschzugführer der Einsatzleitung der Berufsfeuerwehr. Bei Alleineinsätzen wird jedoch grundsätzlich eigenverantwortlich gearbeitet. In der Regel bestimmt ein Disponent der Einsatzzentrale von der Berufsfeuerwehr abhängig von der Schadensart und Einsatz- und Ausrückeordnung über den Einsatz der Freiwilligen Feuerwehren.
Die überwiegende Mehrheit der Freiwilligen Feuerwehren ist in die sogenannte 1. Alarmfolge eingebunden. Sie werden bei jedem Schadenereignis in ihrem Revier zeitgleich mit der Berufsfeuerwehr alarmiert. Verschiedene Feuerwehren mit Sonderaufgaben, wie unter anderem Löschwasserversorgung, Fernmeldedienst oder Versorgung, sind besonderen Schadensereignissen (beispielsweise Flugunfall) oder Alarmstufen (beispielsweise FEU 3, Alarmstufe 3: Feuer) zugeordnet.

### Sonderaufgaben
Es gibt vier Feuerwehren mit der Sonderaufgabe Wasserversorgung, vier Feuerwehren mit der Sonderkomponente Versorgung (diese Feuerwehren sind mit einem Feldkochherd ausgestattet, zwei mit einem Gerätewagen Versorgung), sechs Feuerwehren mit der Sonderaufgabe Fernmeldedienst (für die Zusammenarbeit mit dem Einsatzleitwagen der Berufsfeuerwehr, eine zur Verstärkung der FEZ/iRLSt, eine für die Gesamteinsatzleitung bei einem Schadensfall auf dem Hamburger Flughafen Fuhlsbüttel), zwei Feuerwehren mit der Sonderaufgabe Bergung und Beleuchtung. 7 Feuerwehren haben die Sonderaufgabe Dekontamination und Reinigung und sieben Feuerwehren die Sonderaufgabe „Spüren und Messen“ mit den entsprechenden Fahrzeugen. Weiterhin nehmen 17 Feuerwehren als First Responder (Erstversorger) Aufgaben in der vorklinischen Erstversorgung von Notfallpatienten bis zum Eintreffen der Rettungsmittel der Berufsfeuerwehr in den Außenbezirken wahr. Mit Einführung des Schutzziels nach AGBF ging die Sonderkomponente Behandlungsplatz als weitere Sonderkomponente von der Berufs- an die Freiwillige Feuerwehr Hamburg über. Von Februar 2014 an waren drei Feuerwehren mit dieser Sonderkomponente betraut. Diese wurde im Jahr 2019 wieder an die Berufsfeuerwehr zurückgegeben.

### Jugendarbeit
Für die Jugendarbeit und Nachwuchsgewinnung unterhalten derzeit insgesamt 66 (Stand 01/2025) Feuerwehren eine Jugendfeuerwehr.

### Dienstgrade und Funktionskennzeichen
In Summe unterscheidet man bei der Freiwilligen Feuerwehr Hamburg zwischen 14 Dienstgraden in drei Dienstgradgruppen. Während die Dienstgrade der Feuerwehrmänner und -frauen, sowie die der Brandmeister auf erworbenen Qualifikationen beruhen, sind die Dienstgradabzeichen von Brandinspektoren funktionsbezogen. Die Freiwillige Feuerwehr in Hamburg hat teilweise deutlich abweichende Dienstgrade zu anderen Bundesländern in Deutschland. So entfällt die Dienstgradgruppe der Löschmeister in Hamburg komplett. Die Darstellung der Dienstgrade auf den Schulterklappen sind darüber hinaus different zu den der Berufsfeuerwehr Hamburg.

### Ausbildung

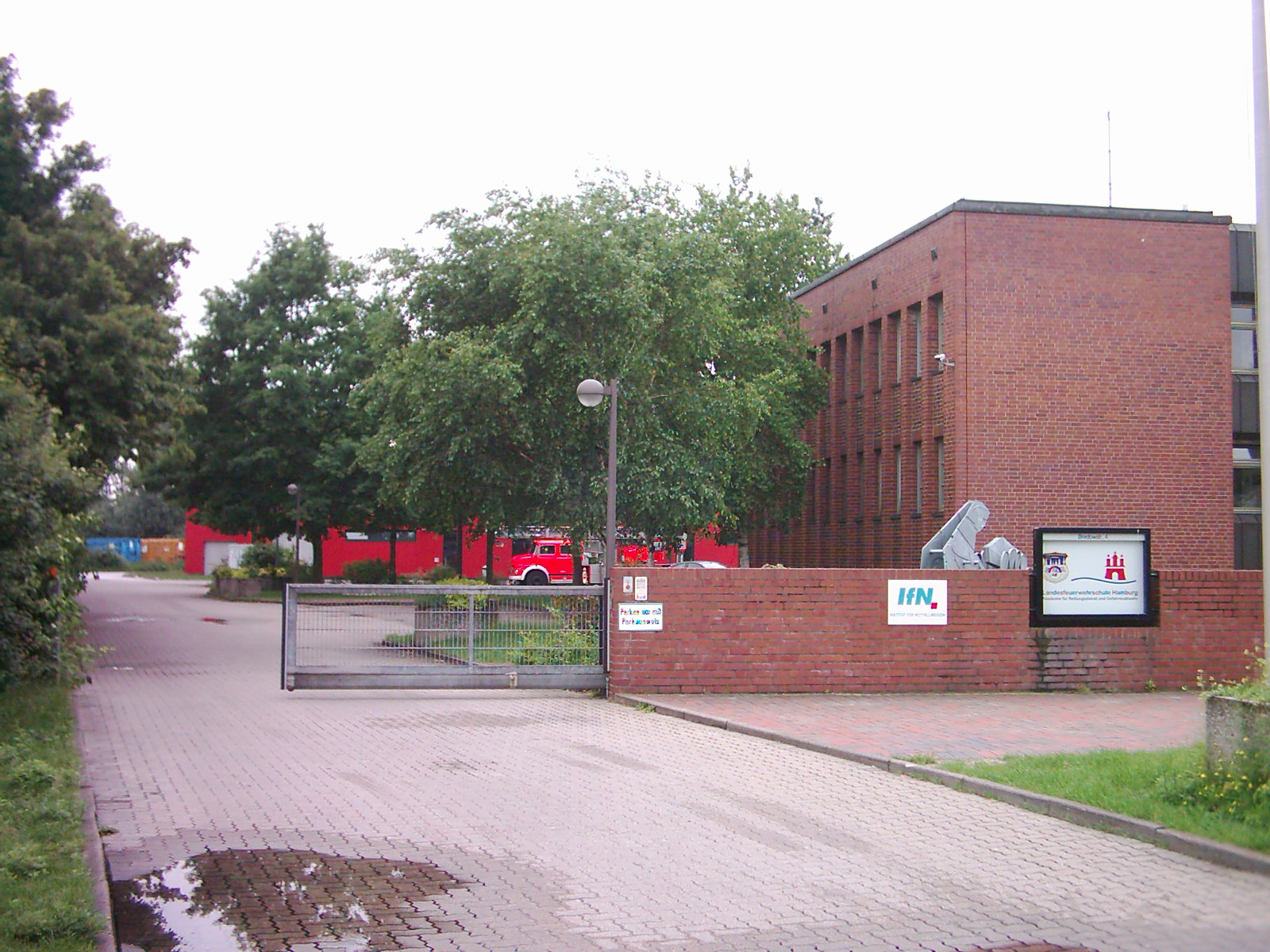
Die Feuerwehrakademie Hamburg in Billbrook

Die Ausbildung ist innerhalb Hamburgs in allen Bereichen der Freiwilligen Feuerwehren gleichartig.
Grundausbildung: Nach Aufnahme und Einkleidung der Feuerwehrmann-Anwärter beginnt in jedem Bereich jährlich ein Grundausbildungslehrgang, der mindestens 120 Stunden theoretischen und praktischen Unterricht umfasst, und den Lehrgängen Truppmann 1 und 2 nach FwDV 2 entspricht. Es werden die Grundbegriffe von Feuerwehrtechnik, Fahrzeug- und Gerätekunde, technischer Hilfeleistung, Sanitätsdienst und Grundlagen für die Arbeit im Feuerwehrdienst und im Katastrophenschutz vermittelt. Dies geschieht umlaufend bei den Freiwilligen Feuerwehren des Bereichs durch die Bereichsausbilder und Gruppenführer. Die einzelnen Feuerwehren unterstützen sich dabei gegenseitig aufgrund der verschiedenen vorhandenen Fahrzeugtypen und der einzelnen wehrbezogenen Sonderkomponenten. Das Ende der Grundausbildung bildet die vierteilige Truppmannprüfung, die vor einer Prüfungskommission aus Berufsfeuerwehr und Freiwilliger Feuerwehr an der Feuerwehrakademie Hamburg im Stadtteil Billbrook abgelegt wird und zur Ernennung zum Feuerwehrmann führt.
Fachausbildung: Der Feuerwehrmann wird dann in der eigenen Feuerwehr kontinuierlich weiter ausgebildet, nicht nur in den schon in der Grundausbildung vermittelten Inhalten, sondern auch in den Fachkomponenten, die einzelne Feuerwehren wahrnehmen – z. B. Wasserversorgung, Erstversorgung („First Responder“), AC-Dienst, Kommunikation (Sprechfunk- und Fernsprechausbildung) oder Bootsausbildung oder Deichverteidigung.
Die Feuerwehrangehörigen können auf weiterführenden Lehrgängen an der Feuerwehrakademie Hamburg eine Ausbildung zum Truppführer, Gruppenführer, Zugführer, Wehrführer (Führungsausbildung) oder zum Kraftfahrer Klasse C, Atemschutzgeräteträger, Bootsführer, Bereichsausbilder, ABC-Helfer, Sanitäter der Freiwilligen Feuerwehr und auf Direktionsebene der Freiwilligen Feuerwehr zum Sprechfunker absolvieren.
Fortbildung: Um im Training zu bleiben bzw. um die Mitglieder der Freiwilligen Feuerwehren stets auf dem aktuellen Wissensstand zu halten, werden sie regelmäßig Fortbildungsmaßnahmen unterzogen. Einige der erworbenen Lehrgänge bedürfen der regelmäßigen Kontrolle, so unterzieht sich jeder Atemschutzgeräteträger jährlich dem Besuch in der Mobilen Atemschutzübungsstrecke (MOBAS) der Feuerwehr Hamburg. Auch das Training in der Brandgewöhnungsanlage an der Feuerwehrakademie trägt zur Festigung des Gelernten bei.
Die Ausbildung innerhalb der gesamten Freiwilligen Feuerwehr erfolgt durch ehrenamtliche Ausbilder, die durch die Feuerwehrakademie in Methodik und Didaktik geschult worden sind.

### Aufteilung und Wehrnummern
An den Wehrnummern, die vorne auf dem Helm aufgeklebt sind, kann man erkennen zu welcher Feuerwehr ein Feuerwehrangehöriger gehört. Diese Wehrnummern sind vierstellig. Da es früher drei Direktionen gab, beginnen die Wehrnummern westlich der Alster mit 19, östlich der Alster mit 29 und südlich der Elbe mit 39. Die nachfolgende Ziffer steht für den jeweiligen Bereich. In den Bereichen sind die Feuerwehren durchnummeriert.
So bedeutet zum Beispiel die Nummer F-1956 folgendes:
1 = Direktion West

9 = Freiwillige Feuerwehr

5 = Kennziffer des Bereiches innerhalb der Direktion (in diesem Falle Bereich Nord)

6 = 6. Feuerwehr in diesem Bereich (in diesem Fall Freiwillige Feuerwehr Langenhorn)
Die Berufsfeuerwehr hat nur zweistellige Wehrnummern (z. B. F-16 1. Bereich = Direktion West, 6. Feuerwehr = Berufsfeuerwehr Alsterdorf)

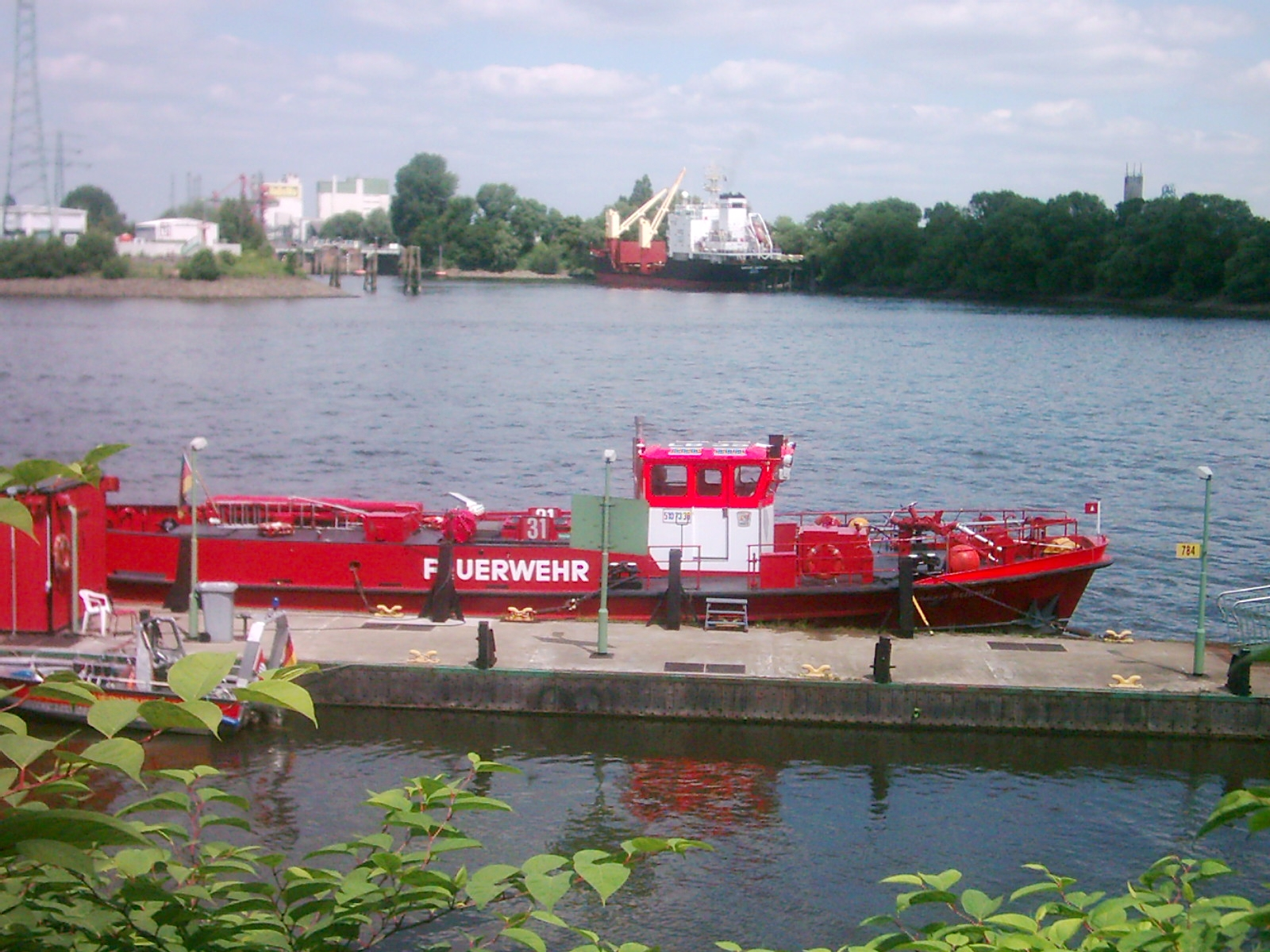
Löschboot
Oberbaurat Schmidt

### Feuerwehren mit Sonderkomponenten
Es gibt verschiedene Sonderkomponenten, die spezielle Fahrzeuge erfordern. Es ist in fast jedem Bereich der Freiwilligen Feuerwehren ein RW 1 vorhanden, Feuerwehren, in deren Einsatzgebiet ein Gewässer liegt, verfügen über ein entsprechendes Boot (unmotorisierten Schlauchboot bis zum Aluminiumboot mit 75 PS Außenbordmotor für den Einsatz auf der Elbe). Eine Sonderstellung hat die Freiwillige Feuerwehr der zu Hamburg gehörigen Nordseeinsel Neuwerk. Es ist die einzige Freiwillige Feuerwehr in Hamburg mit einem Rettungswagen.

#### Sonderkomponente Erstversorgung
In den Gebieten, in denen die Rettungskräfte der Berufsfeuerwehr zu lange brauchen würden, haben die jeweiligen Freiwilligen Feuerwehren die Sonderkomponente Erstversorgung. Sie haben eine umfangreichere Sanitätsausrüstung auf ihrem ersten Löschfahrzeug und natürlich entsprechend geschultes Personal.
Zurzeit sind 18 Feuerwehren mit dieser Sonderkomponente beauftragt. Dazu gehören:
FF Altengamme,
FF Cranz,
FF Curslack,
FF Duvenstedt,
FF Fünfhausen,
FF Hohendeich,
FF Kirchwerder-Nord,
FF Kirchwerder-Süd,
FF Krauel,
FF Neudorf,
FF Neuenfelde-Nord,
FF Neuenfelde-Süd,
FF Neuengamme,
FF Neuwerk,
FF Reitbrook,
FF Spadenland,
FF Ohlstedt,
FF Wohldorf

#### Sonderkomponente Spüren und Messen
Es gibt sieben Freiwillige Feuerwehren in Hamburg, die spezielles Material zum Aufspüren von gefährlichen atomaren und chemischen Stoffen besitzen. Sie sind hierfür mit einem CBRN ErkW ausgestattet. Zurzeit stehen in Hamburg aber nur fünf CBRN-ErkW auf Fiat Ducato-Maxi 2.8 i TD und ein Erkundungsfahrzeug für den Spür- und Messeinsatz (ErkKW) auf Volkswagen T4 zur Verfügung.

#### Sonderkomponente Versorgung
Vier Freiwillige Feuerwehren haben die Sonderkomponente Versorgung. Hierfür stehen diesen Feuerwehren ein Gerätewagen Versorgung sowie ein Feldkochherd zur Verfügung (FF Ottensen-Bahrenfeld und FF Eißendorf). Zwei weitere Feldkochherde stehen bei der FF Krauel und der FF Lemsahl-Mellingstedt.

#### Sonderkomponente Dekontamination
Fünf der 86 Feuerwehren sind für die Sonderkomponente Dekontamination verantwortlich. Sie verfügen über GW Dekon-P, beziehungsweise GW Dekon-P2. Diese Fahrzeuge sind bei den Freiwilligen Feuerwehren Alsterdorf (GW Dekon-P2), Bramfeld, Curslack, Hausbruch und Pöseldorf (jeweils ein GW Dekon-P) stationiert. Ein weiteres Fahrzeug dient als taktische Reserve für den Landesbereich und wird nicht im Einsatzdienst eingesetzt.

#### Sonderkomponente Bergung und Beleuchtung
Die Feuerwehren Eppendorf und Warwisch sind als Technische Züge (TZ) für die Sonderkomponente Bergung und Beleuchtung verantwortlich. Der Fuhrpark umfasst als erstes Fahrzeug ein geländegängiges LF 20-TH (KatS), einen hochgeländegängigen und watfähigen Gerätewagen Rüst3, einen GKW1 (Sonderausführung Feuerwehr Hamburg) sowie einen geländefähigen Lichtmastanhänger mit einer Gesamtlichtleistung von 7000 Watt und einem integrierten 20-kW-Stromerzeuger. Der Gerätekraftwagen 1 und der Gerätewagen Rüst3 verfügen über eine maschinelle Zugeinrichtung (Seilwinde).
Der Hauptauftrag der beiden TZ ist die Unterstützungsfunktion der Einsatzkräfte der Berufsfeuerwehr oder der übrigen Freiwilligen Feuerwehren bei besonderen Einsatzlagen mit bestimmten Spezialgerät und entsprechendem fachlichen Know-how, welches je nach Lagebild durch Einzelfahrzeuge oder bis hin zum gesamten Technischen Zug an etwaige Einsatzstellen zugeführt und betrieben wird.
Eine Besonderheit ist u. a. das Rettungsset für Bahnunfälle im Netz der DB AG. Hier sind die Feuerwehren Eppendorf und Warwisch primär zuständig für das Hamburger Stadtgebiet, aber auch um Hamburg herum. Beide Feuerwehren wurden dafür in der Nachwirkung des schweren Zugunglücks in Eschede (3. Juni 1998) von der DB AG mit entsprechendem Gerät ausgerüstet. So stehen beiden TZ u. a. fünf Schleifkorbtragen und ein Rettungsschnellbaugerüst zur Verfügung.

#### Sonderkomponente Wasserversorgung
Die vier Freiwilligen Feuerwehren Barmbek, Fünfhausen, Francop und Lokstedt sind im Notfall für den Aufbau und Betrieb einer Wasserversorgung über lange Wegstrecke verantwortlich. Den vier Feuerwehren steht je ein SW KatS unterschiedlichster Baureihen (Iveco-Magirus FF 96E18 W aus 1995, Mercedes-Benz Atego 1326 aus 2013, sowie MAN TGM 13.250) zur Verfügung.

#### Sonderkomponente Fernmeldedienst

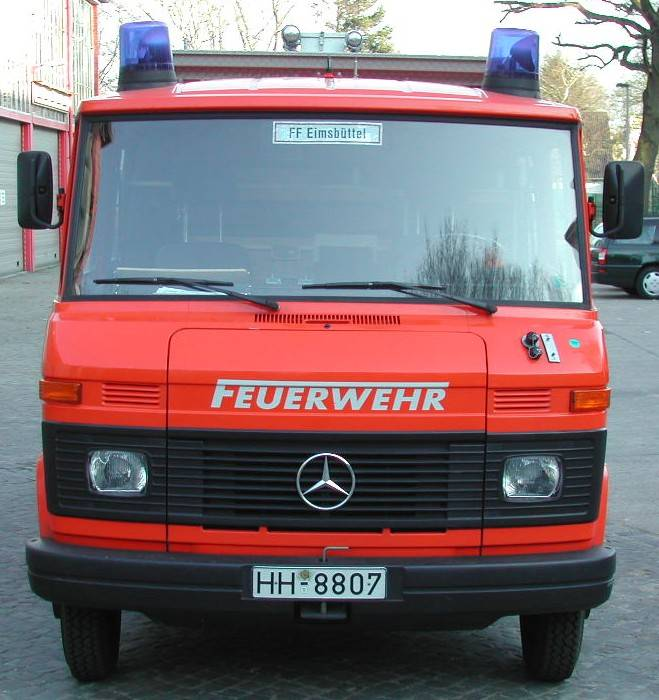
Ehemaliger GW-FM der
FF Eimsbüttel

Sechs Feuerwehren verfügten über einen Gerätewagen Fernmeldeausstattung (GW-FM) auf dem Mercedes-Benz-Fahrgestell DB L 407 D-KA (4,0 Tonnen, 68 PS, Baujahr 1982). Diese Fahrzeuge verfügten neben einem Fernmeldearbeitsplatz mit 4-Meter-Band-Funkgerät und Relaisstellengerät über Feldtelefonkabel und Feldfernsprecher, um ein unabhängiges Telefonnetz aufbauen zu können, sowie entsprechendes Anschlussmaterial an das öffentliche Telefonnetz. Ein 13-kVA-Stromerzeuger sowie ein 6,5-Meter-Pneumatikmast gehörten ebenfalls zur Ausstattung dieser Fahrzeuge.

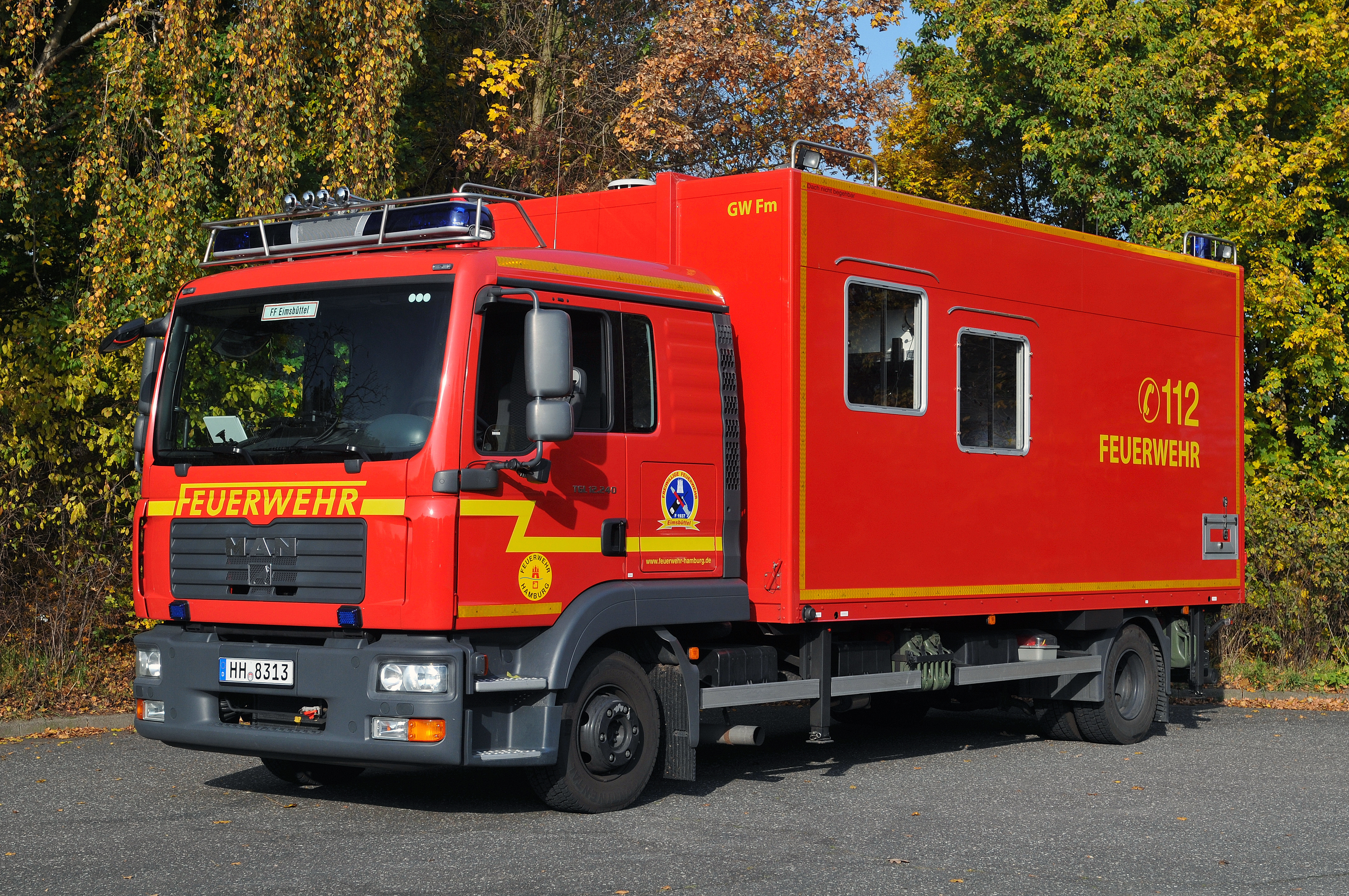
GW-FM der
FF Eimsbüttel

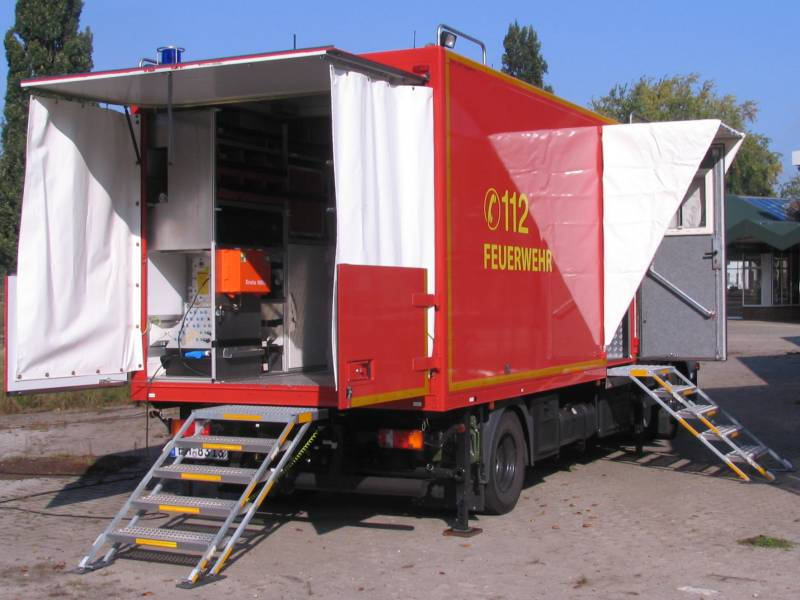
GW-FM der
FF Eimsbüttel

Als Ersatzfahrzeuge für die in die Jahre gekommenen GW-FM alter Bauart wurden neue Fahrzeuge beschafft.
Am 25. Juli 2008 wurden die Fahrzeuge beim Hersteller EMPL Fahrzeugwerk GmbH abgeholt und an die technische Abteilung der Feuerwehr Hamburg (F03) für abschließende Arbeiten übergeben. Im September 2008 wurden die bestellten 7 GW-FM von der technischen Abteilung der Feuerwehr Hamburg an die Feuerwehren übergeben. Sechs dieser Fahrzeuge gingen an die Freiwilligen Feuerwehren.
Das 7. Fahrzeug der Serie ging für Ausbildungszwecke und als Reservefahrzeug an die Feuerwehrakademie.
Die bis zu 26 Jahre alten Fahrzeuge der Vorgängergeneration gingen außer Dienst, das Material wurde zum Teil auf die neuen Fahrzeuge verlagert.
Die neuen GW-FM verfügen über folgende Eckdaten:

- MAN TGL 12.240 (Dieselmotor mit 240 PS, 5,20 m Radstand bei 8,10 m Länge)

- 3 Sitzplätze (inkl. Maschinist) im Führerhaus

- 5 Arbeitsplätze im Aufbau, davon 3 gegen die Fahrtrichtung mit Sicherheitsgurten

- Analogfunk (BOS-Funk) (2-m- und 4-m-Band)

- TETRA-Funk

- GSM-ISDN Gateway

- ISDN TK-Anlage

- div. Antennen und Material für unterschiedlichste Zugangstechniken

- ein Mannschaftszelt SG30 in hoher Bauform

- Material zur Beleuchtungseinrichtung

- 13 kVA Stromerzeuger
Folgende Feuerwehren haben diese Sonderkomponente:

FF Altona, Besetzung Befehlswagen / TEL Deichverteidigung;

FF Berliner Tor, Besetzung FEL / ZKD / ZAM;

FF Bille, Besetzung Befehlswagen / TEL Deichverteidigung;

FF Harburg, Besetzung Befehlswagen;

FF Wandsbek-Marienthal, Besetzung Befehlswagen.
Als Besonderheit verfügt die FF Eimsbüttel seit 2023 über einen ELW 2 auf einem dreiachsigen Scania Fahrgestell. Dieser rückt ab einem bestimmten Ausmaß zu Einsätzen im gesamten Stadtgebiet aus und ersetzt den rund 20 Jahre alten Befehlswagen der Berufsfeuerwehr. Ein zweites baugleiches Fahrzeuge soll im Laufe des Jahres 2024 bei der FF Wilhelmsburg stationiert werden.

#### Sonderkomponente Ölwehr
Bis Ende 2016 waren die Feuerwehren Fünfhausen und Warwisch für die Reinigung ölverschmutzter Gewässer im gesamten norddeutschen Raum verantwortlich. Die beiden Feuerwehren betrieben hierfür gemeinsam eine Ölseparationsanlage vom Typ SepCon 01.
Sie umfasste die Anlage SEPCON 01 (die Separationsanlage), den Tandemachs-Anhänger (Zubehör und Auffangbehälter m. 130 m³ Fassungsvermögen), einen Tieflade-Anhänger mit 3-to Gabelstapler (mit Allradantrieb), sowie Schlauchmaterial und weiteres Equipment.
Als Zugfahrzeuge dienten ein GW-Kran der FF Warwisch für den SEPCON 01, ein GKW 1 der FF Warwisch für den Tieflader und ein Gerätewagen Rüst3 der FF Warwisch für den Tandemachser. Weiteres Equipment war auf Gitterboxen und Rollcontainern verlastet, die im Feuerwehrhaus Warwisch/Fünfhausen eingelagert waren und im Einsatzfall auf den Lkw Dekon-P der FF Warwisch verlastet werden konnten. Zu den weiteren Einsatzfahrzeugen gehörten das LF 16/12 und der SW- 2000 der FF Fünfhausen für die Wasserversorgung sowie der Lkw Dekon-P der FF Fünfhausen mit Aufenthalts- und Duschzelt. Als Führungsfahrzeug dient ein ELW.
Die Anlage wurde von der Freien und Hansestadt Hamburg abgegeben. Im Schadensfall greift die Stadt nun auf Anlagen der umliegenden Bundesländer zurück.

#### Sonderkomponente Behandlungsplatz
Von Februar 2014 bis August 2019 hatte die Freiwillige Feuerwehr die Sonderkomponente „Behandlungsplatz“ von der Berufsfeuerwehr übernommen. Die Freiwilligen Feuerwehren Osdorf, Groß Borstel und Rönneburg besetzten seitdem je einen GW Rettungsdienst (Mercedes-Benz Vario 815D, Aufbau Ludewig mit einer Ladebordwand von dhollandia), die derzeit noch an den Feuer- und Rettungswachen Osdorf, Stellingen und Harburg untergebracht sind. Ein viertes Fahrzeug befindet sich an der Feuerwehrakademie. Diese Fahrzeuge waren bestückt mit allen notwendigen Gerätschaften zum Aufbau eines Behandlungsplatzes, welcher für eine Kapazität von 50 Patienten pro Stunde ausgelegt war. Zur Ausstattung gehörten unter anderem vier Schnelleinsatzzelte (davon eines mit Pressluftflaschen aufzublasen), Klapp- und Schleifkorbtragen, medizinischer Sauerstoff, sowie Rollcontainer mit Sanitäts- und Rettungsdienstmaterialien für jedes Zelt. Zu der Zeit waren die Fahrzeuge in kein einsatztaktisches Konzept eingebunden, konnten aber auf besondere Anforderung hin alarmiert werden.
Im September 2019 erfolgte die Rückgabe der Fahrzeuge an die Berufsfeuerwehr, die sie seit dem wieder besetzt und in die Planung für Massenanfälle von Verletzten integrierte. Im Jahr 2021 wurden die MB Vario außer Dienst gestellt und durch GW San, die der Bundesbeschaffung ähneln, ersetzt.

### Fahrzeuge
Die Freiwilligen Feuerwehren haben als erstes Fahrzeug ein LF 16/12 oder ein HLF 20. Die Freiwillige Feuerwehr Neuwerk besitzt als erstes Fahrzeug ein Rüstlöschfahrzeug. Die Technischen Züge der Freiwilligen Feuerwehren Eppendorf und Warwisch haben als erstes Fahrzeug ein LF-KatS (Bund). Planungen für eine Ersatzbeschaffung der LF 16/12 der ersten Serie (Baujahre von 1994 bis 1997) haben Ende 2014 ihren Anfang genommen.
Im Jahr 2016 wurden die ersten HLF 20 (Scania/Magirus) für die ältesten LF16/12 ausgeliefert. Im Jahr 2021 folgte die Auslieferung weiterer HLF 20 in Niedrigbauweise (Mercedes-Benz / Magirus); seit Beginn 2023 weitere HLF 20 von Schlingmann.
Als zweites Löschfahrzeug stehen den Freiwilligen Feuerwehren (mit Ausnahme der Feuerwehren Eppendorf, Warwisch, Berliner Tor und Neuwerk) je ein LF-KatS zur Verfügung. Diese wurden in insgesamt drei Tranchen beschafft und unterscheiden sich sowohl in der Wahl des Fahrgestells und des Aufbaus, sowie der gewählten Ausrüstung. 52 der 86 Feuerwehren verfügen über ein LF 16-KatS (Mercedes-Benz Atego 1428 AF/Ziegler), welche seit 2005 ausgeliefert wurden. Ende 2010 wurden an die Stadt Hamburg 25 LF-KatS, mit Aufbau der Firma Lentner auf MAN Fahrgestell, vom Bund übergeben. Die letzten verbliebenen LF 16-TS wurden im Dezember 2014 gegen neun von der Stadt beschaffte LF 20-KatS niedriger Bauweise ersetzt.

### Freiwillige Feuerwehr Neuwerk
Auch auf der zu Hamburg gehörigen Nordseeinsel Neuwerk gibt es eine Freiwillige Feuerwehr (F 3936). Sie ist die einzige Freiwillige Feuerwehr Hamburgs, die einen Rettungswagen besitzt.